# Cronologia della storia antica

## 3500 a.C. - 3001 a.C.

### Tabella geografica

#### Eurasia
- Vicino Oriente e Medio Oriente - Mezzaluna Fertile

Periodizzazione per l'età del bronzo nel Vicino Oriente antico:
| Età del bronzo (3300–1200 a.C.) | Antica età del bronzo (3300–2000 a.C.) | Antica età del bronzo I   | 3300–3000 a.C. |
| Età del bronzo (3300–1200 a.C.) | Antica età del bronzo (3300–2000 a.C.) | Antica età del bronzo II  | 3000–2700 a.C. |
| Età del bronzo (3300–1200 a.C.) | Antica età del bronzo (3300–2000 a.C.) | Antica età del bronzo III | 2700–2200 a.C. |
| Età del bronzo (3300–1200 a.C.) | Antica età del bronzo (3300–2000 a.C.) | Antica età del bronzo IV  | 2200–2000 a.C. |
| Età del bronzo (3300–1200 a.C.) | Media età del bronzo (2000–1550 a.C.)  | Media età del bronzo I    | 2000–1750 a.C. |
| Età del bronzo (3300–1200 a.C.) | Media età del bronzo (2000–1550 a.C.)  | Media età del bronzo II   | 1750–1650 a.C. |
| Età del bronzo (3300–1200 a.C.) | Media età del bronzo (2000–1550 a.C.)  | Media età del bronzo III  | 1650–1550 a.C. |
| Età del bronzo (3300–1200 a.C.) | Tarda età del bronzo (1550–1200 a.C.)  | Tarda età del bronzo I    | 1550–1400 a.C. |
| Età del bronzo (3300–1200 a.C.) | Tarda età del bronzo (1550–1200 a.C.)  | Tarda età del bronzo II A | 1400–1300 a.C. |
| Età del bronzo (3300–1200 a.C.) | Tarda età del bronzo (1550–1200 a.C.)  | Tarda età del bronzo II B | 1300–1200 a.C. |

In questi cinque secoli, che corrispondono alla fine della tarda Età del rame (3500–3300 a.C.) ed alla Antica età del bronzo I (3300–3000 a.C.), vengono progressivamente introdotte innovazioni tecnologiche soprattutto in agricoltura con lo sviluppo della canalizzazione delle acque nell'alluvio mesopotamico e l'utilizzo dell'aratro-seminatore (apin in sumero).
Sono questi i secoli della prima rivoluzione urbana, che raggiungerà il suo culmine dal 3500 a.C. al 3200 a.C., nella bassa Mesopotamia, nella zona di Uruk (che sostituirà Eridu come centro egemone al termine del periodo tardo Ubaid).
Per rivoluzione urbana s'intende il passaggio da una struttura sociale ed economica basata sul villaggio a quella basata sulla città. Le differenze fra i due tipi di struttura sociale si faranno sempre più evidenti nel corso dello sviluppo storico e demografico. 
Mentre il villaggio è un centro abitato formato da più nuclei familiari in gran parte indipendenti ed autosufficienti, con un governo di tipo tribale (consiglio degli anziani e capo tribale), la città si caratterizza per una sempre più marcata stratificazione sociale con i vari ceti interdipendenti fra loro e specializzati nella propria attività (contadini, amministratori, sacerdoti, artigiani, scribi).
Inoltre nel villaggio la terra è di proprietà della famiglia che la coltiva e sono rari i passaggi di proprietà, nella città si assisterà al concentrarsi della proprietà terriera prima sulle organizzazioni templari e palatine e poi su maggiorenti cittadini, col formarsi di latifondi coltivati da personale salariato (reclutato tramite l'obbligo delle corvée) o divenuto schiavo per debiti.
Altre caratteristiche distintive le vedremo nel corso di queste pagine. È comunque a questo punto necessario ricordare che il modello cittadino non sostituirà completamente il villaggio, nemmeno nella bassa mesopotamia, e che la cultura tribale, sia legata ai villaggi agricoli che al seminomadismo pastorale, continuerà a svilupparsi, ed, in alcune fasi storiche e nelle regioni periferiche, ad essere il modello dominante. 
In questa prima rivoluzione urbana è ancora presente una vasta estensione di territori incolti che separano le aree coltivate e la struttura dei canali di irrigazione, se pur complessa, non ha raggiunto la interdipendenza che vedremo più avanti. 
Per questi motivi pochi saranno i motivi di attrito e di scontro fra le città, diversamente da quanto vedremo nella successiva ondata di urbanizzazione.
La rivoluzione urbana si diffonderà dalla bassa Mesopotamia nel resto della mezzaluna fertile (più lentamente in Palestina) e nelle zone limitrofe, sia tramite la costruzione di colonie o di semplici avamposti commerciali di Uruk, che attraverso gli influssi che la cultura di Uruk avrà sulle culture confinanti (es. il sito di Arslantepe nell'alta valle dell'Eufrate). 
Nella bassa mesopotamia, proprio per le esigenze della nuova amministrazione templare e palatina cittadina, vengono ideati sistemi di comunicazione e conservazione dei dati amministrativi che, passando attraverso l'uso dei sigilli a stampo e poi dei sigilli cilindrici e gli stampi su creta, arriveranno alla scoperta della scrittura cuneiforme.

La prima rivoluzione urbana entrerà progressivamente in crisi prima al nord poi anche nel territorio di Uruk stessa circa dal 3000 a.C. (periodo Gemdet Nasr 3000-2900 a.C.) e nel periodo protodinastico I (2900-2750 a.C. circa). 
- Medio Oriente

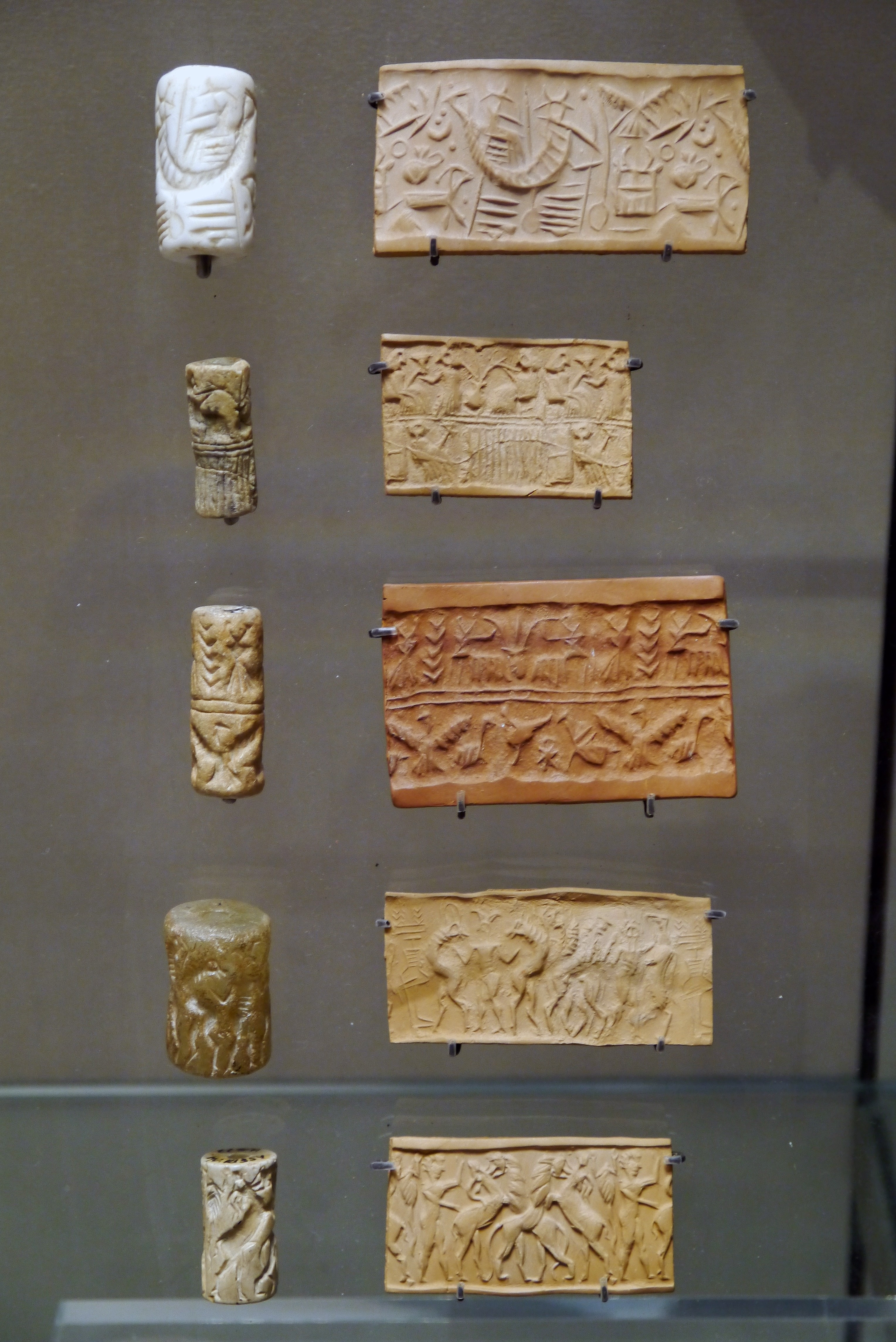
Sigilli cilindrici mesopotamici in calcare e relative impressioni (Parigi, Louvre).

  - Mesopotamia: Periodo di Uruk antico (3800 a.C. - 3400 a.C.) (Protoliterate A) strati archeologici dal 14º al 9º e poi tardo (3400 a.C. - 3000 a.C.) (Protoliterate B), strati archeologici dall'8º al 4º. Inizio della Rivoluzione Urbana, scoperta progressiva della scrittura (dai timbri ai contrassegni fino alle tavolette di terracotta incise)[1]. Insediamenti protourbani e poi urbani anche in Eridu (da l5º al 2º strato archeologico) Nippur, Tepe Gawra e Ninive. Seguirà poi una crisi con il periodo detto di Gemdet Nasr e successivamente nel protodinastico I (dal 2900 a.C.)[1]
  - Palestina: Insediamenti protourbani di popolazioni cananee
  - Siria: insediamenti protourbani in Amuq F, Hama K, Habuba Kebira, Gebel Aruda[2].
  - Persia: insediamenti protourbani in: Khūzestān, Susa B[3] e poi tipo Uruk; sui Monti Zagros, Godin Tepe dal 7º al 5º strato archeologico
- Estremo Oriente
  - Asia Centrale: Cultura calcolitica di Afanasevo (fino a circa il 2000 a.C.). La cultura di Afanasevo, 3500—2500 a.C., è una cultura archeologica del tardo calcolitico e dell'inizio dell'Età del bronzo della Siberia. Prende il nome dalla località di Afanasjeva Gora, nel bacino dello Enisej, dove fu scavata una necropoli di questa cultura. Popolazioni seminomadi di pastori e agricoltori (di ceppo indoeuropeo, ramo tocario della cultura kurgan secondo la teoria kurganica[4] sull'origine dei popoli indoeuropei, che successivamente diede origine ai Tocari)[5]
  - India: Civiltà della valle dell'Indo (fino al 1700 a.C.). In particolare il sito di Harappa si svilupperà dal 3200 a.C. fino al 1600 a.C. circa con lo sviluppo di una vera struttura urbana almeno dal 2600 a.C. e la scoperta della scrittura. La cultura di Harappa, tramite le vie commerciali che attraversavano l'Elam era in contatto con la cultura mesopotamica[6]. I testi sumeri e accadi si riferiscono ripetutamente a un popolo con cui si ebbero attivi scambi commerciali, chiamato Melukhkha, che potrebbe essere identificato con la civiltà della valle dell'Indo[1].
  - Cina: le culture neolitiche e calcolitiche in Cina domineranno questi secoli (Culture neolitiche cinesi)[7][8][9][10].
    - La cultura di Daxi (cinese semplificato = 大溪文化, formato da = 大溪, pinyin = Dàxī, "torrente della grande montagna" e s=文化, pinyin = wénhuà, "cultura"), 5000-3000 a.C., era una cultura neolitica dell'antica Cina, sviluppatasi nella regione delle Tre Gole, lungo il medio corso dello Yangtze, il Fiume Azzurro. La cultura si estese dall'Hebei occidentale al Sichuan orientale e al delta del Fiume delle Perle.
    - La cultura di Majiabang (cinese tradizionale 馬家浜文化 , semplificato 马家浜文化 , pinyin = Mǎjiābāng wénhuà), 5000 - 3000 a.C., era una cultura neolitica che si sviluppò alle foci dello Yangtze, il Fiume Azzurro, soprattutto nelle zone costiere del lago Tai Hu e a nord della baia di Hangzhou e si estese successivamente nella parte meridionale dello Jiangsu e in quella settentrionale dello Zhejiang.
    - La cultura di Yangshao (Cinese: 仰韶文化; pinyin: Yǎngsháo wénhuà) fu una civiltà neolitica insediata nel bacino centrale del Fiume Giallo, in Cina. Il nome deriva dal primo insediamento ritrovato nel 1921 a Yangshao, nella provincia cinese di Henan, dall'archeologo svedese Johan Gunnar Andersson.Datata fra il 5000 e il 3000 a.C., la cultura di Yangshao fu diffusa principalmente nelle province di Henan, Shaanxi e Shanxi.
    - La cultura di Hongshan, (cinese semplificato= 红山文化 , tradizionale= 紅山文化 , pinyin= hóngshān wénhuà), era una cultura neolitica sviluppatasi nel nord-est della Cina tra il 4700 e il 2900 a.C.
    - La cultura di Dawenkou, (cinese tradizionale = 大汶口文化 , pinyin = dàwènkǒu wénhuà), è il nome dato dagli archeologi ad un gruppo di comunità neolitiche cinesi vissute soprattutto nello Shandong, ma apparse anche nelle vicine provincie dell'Anhui, Henan e Jiangsu, in Cina. La cultura si sviluppò tra il 4100 e il 2600 a.C. in parziale sovrapposizione alla cultura di Yangshao.
    - La cultura di Liangzhu (cinese tradizionale 良渚文化 , pinyin = liángzhǔ wénhuà) (3400 a.C.- 2250 a.C.) è l'ultima cultura neolitica della giada sviluppatasi nell'area del delta del Fiume Azzurro, in Cina. La sua area di influenza si estese dai dintorni del lago Tai Hu, a nord lungo il corso del fiume Azzurro fino a Nanchino, a est fino Shanghai e al mare, e a sud fino a Hangzhou.
    - La cultura di Qujialing (cinese: 屈家嶺文化 ; pinyin: Qujialing wénhuà) fu una forma di civiltà neolitica cinese che si sviluppò dal 3100 a.C. al 2600 a.C., soprattutto nell'area attorno al medio corso dello Yangtze, il Fiume Azzurro, tra le odierne regioni di Hubei e Hunan, in Cina.
    - Cultura calcolitica di Longshan in Cina (fino al 2000 a.C.). La cultura di Longshan (cinese: 龍山文化; pinyin: Lóngshān wénhuà) fu una cultura che attraversò il tardo Neolitico in Cina, sviluppatasi nel medio e basso Fiume Giallo fra il 3000 a.C. e il 2000 a.C. La cultura di Longshan è così denominata da Longshan, Jinan orientale, nella provincia di Shandong, il primo sito archeologico relativo a questa cultura. Con la cultura di Longshan compaiono le prime città circondate da mura.

  - Thailandia: Coltivazione del Riso, Addomesticamento della gallina.

- Europa

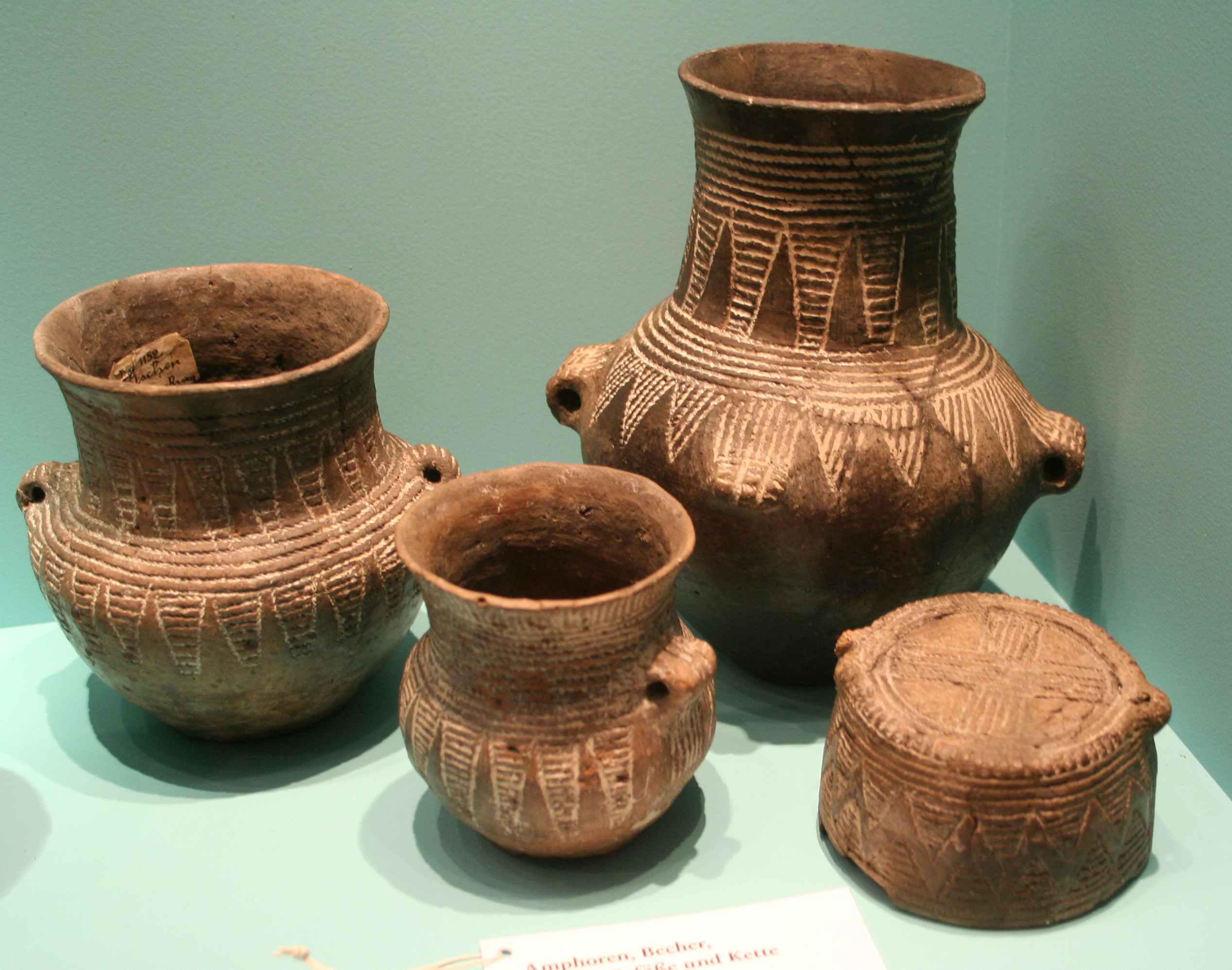
esempi di ceramica cordata.

  - Moravia, Ungheria, Slovacchia e Austria
    - Cultura di Baden (3600 a.C. - 2800 a.C. circa), fu una cultura eneolitica diffusasi nell'Europa centro-orientale (Moravia, Ungheria, Slovacchia e Austria orientale). Importazioni della ceramica di Baden sono state rinvenute anche in Germania e in Svizzera (Arbon-Bleiche III), con la possibilità di poterle datare tramite la dendrocronologia. La cultura Baden si sviluppò dalla precedente cultura di Lengyel, nella parte occidentale del bacino dei Carpazi[11][12]. Nell'ambito della teoria kurganica esposta da Marija Gimbutas, la cultura di Baden viene vista indoeuropeizzata. La cultura di Baden fu approssimativamente contemporanea alla tarda cultura del bicchiere imbutiforme, alla cultura delle anfore globulari e alla fase più antica della cultura della ceramica cordata.

  - Romania, Moldavia
    - Romania: Presunta datazione delle tavolette di Tărtăria[13][14][15][16][17](Cultura di Vinča), sarebbe uno dei primi esempi di scrittura in Europa ma il dato è molto controverso[18] soprattutto alla luce delle moderne datazioni al radiocarbonio[19].
    - Passaggio dalla fase intermedia a quella tarda nella cultura di Cucuteni (3200 a.C. - 2600 a.C.)

  - Polonia, Russia, Bielorussia, Ucraina
    - Cultura della ceramica cordata[20]. La cultura della ceramica cordata, chiamata anche cultura dell'ascia da combattimento o cultura della sepoltura singola, è un ampio orizzonte archeologico iniziato nel tardo neolitico, fiorito nel calcolitico e culminato agli inizi dell'età del bronzo. Segnò l'introduzione della metallurgia nell'Europa settentrionale e si è ipotizzato che rappresenti una prima espansione delle lingue indoeuropee[21][22].

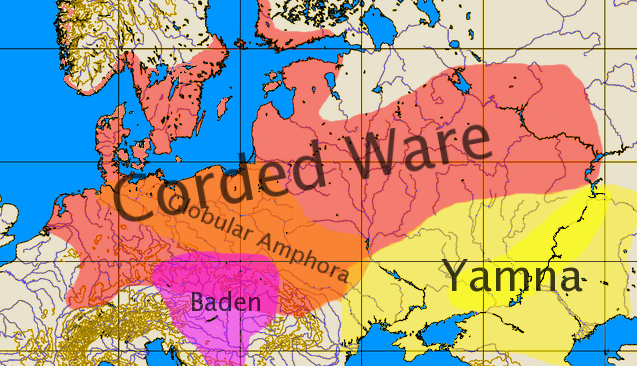
Diffusione della cultura della ceramica cordata e delle culture contemporanee confinanti

- -     - Cultura del medio Dnieper: La cultura del medio Dnieper[23] si sviluppò nel periodo tra il 3200 a.C. e il 2300 a.C. nell'Ucraina settentrionale e in Bielorussia, sul medio corso del fiume Dnepr, dal quale riprende il nome.
    - Cultura di Fatyanovo-Balanovo: La cultura di Fatyanovo-Balanovo[24] si sviluppò nel periodo tra il 3200 a.C. e il 2300 a.C., contemporaneamente alla cultura del medio Dnepr, tra il medio corso del Volga ad est e il lago di Pskov ad ovest. Si tratta di due culture imparentate tra loro, quella di Fatyanovo ad occidente e quella di Balanovo ad oriente.

La cultura di Yamna 3500-2000 aC.

    - Ucraina: La cultura di Yamna 3500-2000 aC.Primi stanziamenti di popolazioni indoeuropee della Cultura di Jamna. La cultura di Jamna (in russo Ямная культура?, in ucraino Ямна культура?, la "cultura della tomba a fossa", dal russo/ucraino яма, "fossa") è situata in un periodo tardo dell'età del rame/inizio della cultura dell'età del bronzo nella regione del Bug/Dnestr/Ural (la steppa pontica), risalente a un periodo che va dal XXXVI al XXIII secolo a.C. Lo stesso nome risulta in Inghilterra come cultura della tomba a fossa o cultura della tomba di ocra. Questa cultura è considerata una delle prime culture indoeuropee secondo l'ipotesi kurganica (evoluzione della cultura Jamna che si ipotizza sia il nucleo di partenza della diffusione della cultura indoeuropea). La cultura fu prevalentemente nomade, con l'agricoltura praticata in alcune zone vicino ai fiumi e in alcune hillfort.[25]

  - Antica Grecia
    - Cultura calcolitica di Dimini in Tessaglia[26][27][28]
    - Periodo (I) Protocicladico nelle isole Cicladi - Grecia (fino al 2000 a.C.)

#### Africa
- - La regione del Sahara comincia a assumere l'aspetto attuale, da ecosistema del tipo savana si trasforma in deserto non abitabile.
  - Antico Egitto: Addomesticamento del gatto. Inizio del Periodo Predinastico III, o periodo di Naqada II in Alto Egitto (fino al 3250 a.C.) poi inizio del Periodo della Dinastia 0 e periodo Naqada III in Alto Egitto (circa fino al 3000 a.C.) ed infine inizio del Periodo arcaico dell'Egitto (fino al 2700 a.C.)[29] - Narmer (c.a. 3150 a.C. - 3125 a.C.) primo faraone conosciuto dell'Egitto unito. Anche in Egitto in questo periodo si avvia una rivoluzione urbana con caratteristiche diverse da quella mesopotamica; inoltre la prima urbanizzazione entrerà in crisi attorno all'anno 3000 a.C., e infine vi compaiono i sigilli a stampo e cilindrici e poi la scrittura: i geroglifici[nota esplicativa 1][nota esplicativa 2].

#### America
- - America centrale: Inizio del Neolitico - Prime coltivazioni di mais in Mesoamerica
  - Perù: Agricoltura del cotone, fagioli, zucca e peperoncino, Addomesticamento del lama, alpaca e porcellino d'India.
  - Colombia: Nella regione caraibica della Colombia, in particolare nella regione del Canal del Dique, all'inizio della prima fase formativa intorno al 4000 a.C., vi erano già alcuni insediamenti semisedentari, suddivisi in gruppi di diverse famiglie che abitavano in grandi case denominate maloca e combinavano le loro normali attività di caccia e raccolta con la prima forma di agricoltura (coltivazione del mais), sia su piccola che grande scala. È probabile che esistessero contemporaneamente accampamenti semipermanenti lungo la costa, per accogliere altri gruppi di persone impegnate in attività di pesca e raccolta di molluschi[33]

### Cronologia sintetica

#### 3500 a.C. - 3201 a.C.
- c. 3500 a.C.Scheda temporale del vicino oriente in base alla cronologia intermedia (manca il regno di Mitanni)

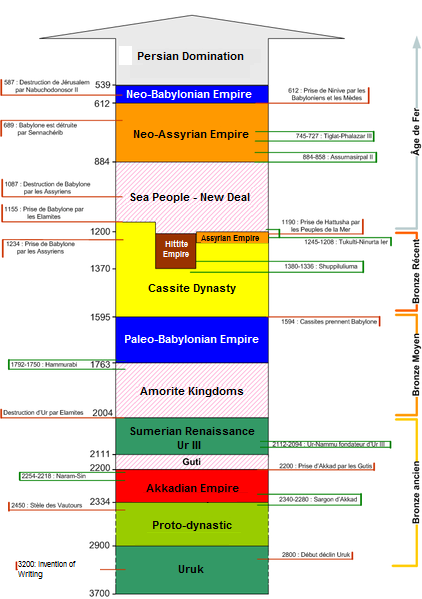
Scheda temporale del vicino oriente in base alla cronologia intermedia (manca il regno di Mitanni)

  - Vicino Oriente - Prima guerra nella storia: La città di Hamoukar in Siria probabilmente distrutta da un conflitto (nomadi)[34].
  - Antico Egitto: Addomesticamento del gatto[35].
  - Asia centrale: Cultura calcolitica di Afanasevo (fino a circa il 2000 a.C.) - Popolazioni seminomadi di pastori e agricoltori (antenati dei Tocari?)[36]
  - Thailandia: Coltivazione del Riso, Addomesticamento della gallina, Prima probabile metallurgia del Bronzo nel mondo
  - Perù: Agricoltura del cotone, fagioli, zucca e peperoncino, Addomesticamento del lama, alpaca e porcellino d'India
- c. 3400 a.C.
  - Mesopotamia: Periodo di Uruk II o Protoliterate A, fino al 3000 a.C.[37]
  - Antico Egitto: Inizio del Periodo Predinastico III, o periodo di Naqada III in Alto Egitto (fino al 3250 a.C.)
- c. 3300 a.C.
  - Mesopotamia
    - Prime tracce di marcature tramite Sigilli cilindrici
    - Forme arcaiche di Scrittura cuneiforme nel tardo periodo di Uruk

  - India: Civiltà della valle dell'Indo (fino al 1700 a.C.)
- c. 3250 a.C. - Alto Egitto: Inizio della Periodo di Dinastia 0 in Alto Egitto (fino al 3150 a.C.)

#### 3200 a.C. - 3001 a.C.
- c. 3200 a.C.
  - Mesopotamia: Periodo di Uruk III o Periodo protoliterate B (fino al 3100 a.C.)
  - Antico Egitto: A questo periodo si ritiene che risalga la prima mummia egiziana mai conosciuta, soprannominata Ginger
  - Nubia: Prime forme di sviluppo di una società organizzata - Vassalli dell'Alto Egitto fino al 2600 a.C.
  - Antica Grecia: Periodo (I) Protocicladico nelle isole Cicladi - Grecia (fino al 2000 a.C.)
  - Romania, Moldavia, Ucraina: Tarda cultura di Cucuteni (3200 a.C. - 2600 a.C.)
  - Polonia, Russia, Bielorussia, Ucraina: Cultura della ceramica cordata (Cultura del medio Dnjepr e di Fatyanovo-Balanovo) fino al 2300 a.C.
  - Africa: La regione del Sahara comincia a assumere l'aspetto attuale, da ecosistema del tipo savana si trasforma in deserto non abitabile.
- c. 3150 a.C. - Antico Egitto: Inizio del Periodo arcaico dell'Egitto (fino al 2700 a.C.) - Narmer (c.a. 3150 a.C. - 3125 a.C.) primo faraone
- c. 3125 a.C. - Antico Egitto: Aha (c.a. 3125 a.C. - 3100 a.C.) secondo faraone della I Dinastia
- c. 3102 a.C. - India - Secondo la tradizione, a questa data dovrebbe risalire la mitica Guerra del Mahābhārata e inizio dell'era del Kali Yuga (TRAD)
- c. 3100 a.C.
  - Mesopotamia: Inizio del periodo di Gemdet Nasr o predinastico in Mesopotamia (fino al 2900 a.C.)
  - Antico Egitto: Djer terzo faraone (c.a. 3100 a.C. - 3055 a.C., sec. Grimal) della I Dinastia
- c. 3070 a.C. Antico Egitto: Celebrazione della prima festa del giubileo Heb Sed, 30 anni di regno del Faraone Djer
- c. 3055 a.C. - Antico Egitto: Djet quarto faraone (c.a. 3055 a.C. - 3050 a.C.) della I Dinastia. Seguirà la reggente Mer(it)neith.
- c. 3050 a.C. - Antico Egitto: Den quinto faraone (c.a. 3050 a.C. - 2995 a.C.) della I Dinastia.

## 3000 a.C. - 2501 a.C.
La cronologia particolareggiata si trova alla pagina Cronologia della storia antica (3000 a.C. - 2501 a.C.) qui è presente un breve riassunto degli eventi di questi cinque secoli con alcune date particolarmente significative.
in questi 500 anni:

### Tabella Geografica

#### Eurasia
- Vicino Oriente e Medio Oriente

--Mezzaluna Fertile--
- - Mesopotamia: questi cinque secoli si aprono con il periodo detto di Gemdet Nasr (3000 a.C. - 2900 a.C.), in cui persiste l'egemonia di Uruk però ora solo sulla bassa e media Mesopotamia. La scrittura cuneiforme si perfeziona e diffonde, nel sito di Gemdet Nasr è stato scoperto un vasto edificio contenente un archivio di testi protocuneiformi su argilla con stampigli provenienti da Sigilli cilindrici. Il periodo seguente, detto protodinastico I (2900 a.C. - 2750 a.C.) vede il proseguirsi della crisi della prima urbanizzazione ma anche l'ulteriore sviluppo della struttura amministrativa con la comparsa dei palazzi (residenza di un sovrano detto ensi o lugal a seconda delle regioni), a fianco ai templi. L'amministrazione della città rimane ancora nelle mani dei sacerdoti del tempio, il sovrano ha principalmente il compito di difendere la città dai nemici secondo la volontà del dio cittadino. Il periodo seguente è il protodinastico II (2750 a.C. - 2600 a.C.) e poi il protodinastico IIIa (2600 a.C. - 2450 a.C.), che vedono l'avvio della seconda urbanizzazione ed il risorgere di numerosi centri cittadini Sumeri a Eridu, Ur, Uruk, Lagash, Nippur, Šuruppak, Marad, Kish, Sippar, Adab e la trasformazione della Mesopotamia in un mosaico di regni indipendenti e spesso in guerra fra loro. Caratteristica di questa seconda urbanizzazione sarà la regionalizzazione, la formazione di numerosi stati indipendenti anche con differenti strutture amministrative (negli stati del nord prevarrà una amministrazione laica e palatina su quella templere tipica della bassa mesopotamia). Regni importanti del centro-nord mesopotamico e siriano saranno Ebla e Mari che controllavano il commercio verso la Siria e Kish (il più importante regno del nord sumerico).
  - Fase di Troia I, fino al 2600 a.C. poi fase II
  - Palestina: Insediamenti urbani di popolazioni cananee
  - Siria: Primi insediamenti urbani nelle città di Ebla e Aleppo
  - Bahrein: Inizio della Cultura Dilmun. Questa cultura, sviluppatasi sulle isole del Bahrain, fungerà da tramite e collegamento fra i regni mesopotamici e la civiltà indiana di Harappa.
  - Persia: Prime tracce della Civiltà di Jiroft, forse il mitico paese di Aratta citato nei testi sumerici
- Estremo Oriente
  - Asia Centrale: prosegue lo sviluppo della Cultura calcolitica di Afanasevo nella zona dell'attuale siberia (fino a circa il 2000 a.C.)
  - India: Civiltà della valle dell'Indo (fino al 1700 a.C.). Prosegue lo sviluppo della civiltà della valle dell'indo e l'intensificarsi dei contatti fra questa civiltà e quella sumerica attraverso la mediazione della Cultura Dilmun del Bahrein. Dal 2600 a.C. circa anche in questa zona fiorirà una rivoluzione urbana (con caratteristiche peculiari) e l'utilizzo dei timbri a sigillo e poi cilindrici fino alla scoperta di un tipo di scrittura che non è ancora stata decifrata.
  - Cina: Cultura calcolitica di Longshan in Cina (fino al 2000 a.C.). Periodo dei Tre augusti e cinque imperatori (三皇五帝 Sān Huáng Wǔ Dì) furono sovranimitologici della Cina durante il periodo dal 2952 a.C. al 2194 a.C., cioè il tempo che precede la dinastia Xia. I titoli huáng e dì, abitualmente tradotti augusto e imperatore (o meglio re-dio per distinguerlo dal successivo titolo Sovrano della Cina Imperiale), in origine erano probabilmente riservati alle divinità, poiché nei testi prima dell'era imperiale non erano usati per designare i sovrani, che venivano chiamati wáng (王, "re"), gōng (公, "duca"), ecc. L'imperatoreQin Shi Huang della dinastia Qin fu il primo a combinare i due titoli per formare huángdì (皇帝), imperatore poi ripreso dagli altri sovrani cinesi.
  - Indocina: Popolazioni miste di Austronesiane si muovono dal sud-ovest della Cina verso sud, diffondendosi dall'Indocina, all'Indonesia, alle Filippine, Madagascar:In queste aree diffonderanno la coltivazione del riso, la canoa a bilanciere e monumenti megalitici (fino al 1000 a.C.)
- Europa: L'agricoltura si estende fino al Mar Baltico
  - Gran Bretagna: Prime costruzioni a Stonehenge
  - Romania, Moldavia, Ucraina: Prosegue lo sviluppo della tarda nella cultura di Cucuteni (3200 a.C. - 2600 a.C.)

- - Antica Grecia

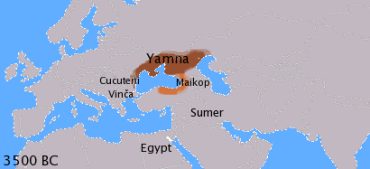
La cultura di Jamna nel IV millennio a.C. in Europa.

    - Periodo I Antico Minoico o Prepalaziale a Creta
    - Cultura calcolitica di Dimini in Tessaglia (Grecia)

#### Africa
- - Africa orientale: inizio del Neolitico
  - Antico Egitto: Termina la I dinastia e si succedono la II, la III e la IV. Vengono costruite le piramidi, dalle prime a gradoni a quelle principali di Giza perfettamente piramidali. Viene gradualmente sistemata l'amministrazione del regno con la suddivisione in distretti,

#### America
- - America centrale: Inizio del Neolitico - Prime coltivazioni di mais in Mesoamerica
  - Sudamerica
    - Perù: Costruzione della città di Caral. Caral è un grande insediamento presente nella valle di Supe, Provincia di Barranca, Perù, circa 200 km a nord di Lima. Caral è una delle più antiche città delle Americhe ed è un sito molto studiato della popolazione del Norte Chico. Caral fu abitata all'incirca tra il 3000 a.C. ed il 2000 a.C., ed occupava un'area di 66 ettari.[38].

### Cronologia Sintetica

#### 3000 a.C. - 2701 a.C.
- c. 2995 a.C. - Antico Egitto: Anedjib sesto faraone (c.a. 2995 a.C. - 2985 a.C.) della I dinastia egizia
- c. 2985 a.C. - Antico Egitto: Semerkhet settimo faraone (c.a. 2985 a.C. - 2960 a.C.) della I dinastia egizia
- c. 2960 a.C. - Antico Egitto: Qa'a ottavo e ultimo faraone (c.a. 2960 a.C. - 2925 a.C.) della I dinastia egizia:
- c. 2952 a.C. - Cina: Secondo la tradizione, Fu Hsi diventa Augusto della Cina.
- c. 2930 a.C. - Antico Egitto: Istituzione della festa detta Sed (30º anniversario di regno del faraone Qa'a)
- c. 2925 a.C. - Antico Egitto: Hotepsekhemwy 9º faraone (c.a. 2925 a.C. - 2880 a.C.) - II Dinastia
- c. 2900 a.C. - Mesopotamia: Inizio del Periodo proto-dinastico I (fino al 2800 a.C.)
  - fondazione della città sumera di Mari
- c. 2897 a.C. - Vietnam: Regna la Dinastia Hồng Bàng fino al 257 d.C., secondo Việt Nam sử lược di Trần Trọng Kim.[39].
- c. 2880 a.C. - Antico Egitto: Reneb 10º faraone (c.a. 2880 a.C. - 2841 a.C., sec. Sesto Africano)- II Dinastia
- c. 2841 a.C. - Antico Egitto: Ninetjer 11º faraone (c.a. 2841 a.C. - 2803 a.C., sec. la Pietra di Palermo)- II Dinastia
- c. 2836 a.C. - Cina: secondo la tradizione, muore Fu Hsi: Nüwa, moglie e sorella di Fu Hsi, 2º Augusto della Cina.
- c. 2803 a.C. - Antico Egitto: Ueneg 12º faraone (c.a. 2803 a.C. - 2786 a.C., sec. Sesto Africano)- II Dinastia
- c. 2800 a.C.
  - Mesopotamia: Inizio del Periodo proto-dinastico II (fino al 2494 a.C.) - Meskiaggasher Mitico 1 Re di Uruk
  - Antico Egitto: Sistemazione definitiva del pantheon religioso in Egitto - Istituzione dei distretti (Sepat)
  - Europa occidentale: Cultura del vaso campaniforme (fino al 1900 a.C.)
  - Scandinavia: Cultura dell'ascia da combattimento (fino al 1900 a.C.)
- c. 2786 a.C. - Antico Egitto: Sened 13º faraone (c.a. 2786 a.C. - 2780 a.C., secondo Lista di Saqqara)- II Dinastia
- c. 2780 a.C. - Antico Egitto: Sekhemieb-Perenmaat (successivamente Peribsen) 14º faraone (c.a. 2780 a.C. - 2754 a.C., secondo dati archeologici)- II Dinastia
- c. 2754 a.C. - Antico Egitto: Khasekhemui (Khasekhem?) 15º faraone (c.a. 2754 a.C. - 2727 a.C., secondo dati archeologici)- II Dinastia
- c. 2750 a.C. - Mesopotamia: Enmerkar Mitico 2º Re sumero di Uruk
- c. 2738 a.C. - Cina: Secondo la tradizione, Shen Nung diventa il 3º augusto della Cina (fino al 2698 a.C.).
- c. 2727 a.C. - Antico Egitto:Sanakhte 16º faraone (c.a. 2727 a.C. -2680 a.C., secondo dati archeologici), 1º della III Dinastia - Menfi Capitale
- c. 2720 a.C. - Mesopotamia: Lugalbanda Mitico 3º Re sumero di Uruk

#### 2700 a.C. - 2651 a.C.
- c. 2700 a.C.
  - Mesopotamia:
    - Dumuzi Leggendario 4º Re sumero di Uruk
    - Enmebaragesi 22º Re sumero di Kish: Primo re sumero di cui sia stata accertata la storicità.

  - Persia: Prime tracce del Regno di Elam in Iran sudoccidentale
  - Antica Grecia
    - Periodo Antico Elladico I in Grecia - Popolazioni protoindoeuropee (Pelasgi), fino al 2500 a.C.
    - Protocicladico II nell'Egeo. (fino al 2000 a.C.)

  - Europa occidentale: Cultura del vaso campaniforme fino al 1900 a.C.
  - India - resti archeologici dimostrano commerci della Civiltà della valle dell'Indo (Popolo Meluhha) con la Città sumera Kish
- c. 2698 a.C. - Cina: Sale al trono in Cina il mitico Imperatore Giallo, il primo dei 5 imperatori
- c. 2685 a.C. - Mesopotamia: Agga 23º Re sumero di Kish (2685 a.C. - 2650 a.C.)
- c. 2680 a.C.
  - Mesopotamia: Ghilgameš Mitico 5º Re sumero di Uruk - Eroe del primo poema epico della Storia, l'Epopea di Gilgamesh.
  - Antico Egitto: Netjerykhet (Djoser o Gioser o Zoser) 17º faraone (secondo dati archeologici)- III Dinastia
- c. 2670 a.C. - Antico Egitto: Costruzione della piramide a gradoni di Saqqara per opera dell'architetto Imhotep
- c. 2660 a.C. - Antico Egitto: Sekhemkhet (Gioser II) 18º faraone (c.a. 2660 a.C. -2654 a.C., sec. Canone Reale) - III Dinastia
- c. 2654 a.C. - Antico Egitto: Khaba 19º faraone (c.a. 2654 a.C. - 2648 a.C., secondo il Canone Reale) - III Dinastia

#### 2650 a.C. - 2601 a.C.
- c. 2650 a.C. - Mesopotamia: Ur-Nungal Mitico 6º Re sumero di Uruk - I dinastia di Uruk
- c. 2648 a.C. - Antico Egitto: Nebkara 20º faraone (c.a. 2648 a.C. -2632 a.C., secondo la lista di Saqqara)- III Dinastia
- c. 2637 a.C. - Cina: secondo la tradizione, l'imperatore cinese Huang Di introduce il primo ciclo del calendario cinese.
- c. 2634 a.C. - Cina: secondo una leggenda, Huang Di utilizzò un carro con una statua che puntava sempre nella stessa direzione nonostante le curve compiute dal veicolo.
- c. 2632 a.C. - Antico Egitto: Huni 21º faraone (c.a. 2632 a.C. - 2608 a.C., secondo il Canone Reale) - III Dinastia
- c. 2620 a.C. - Mesopotamia: Udul-Kalama Mitico 7º Re sumero di Uruk - I dinastia di Uruk
- c. 2610 a.C. - Antico Egitto: Costruzione della Piramide di Meidum (prima piramide a forma classica detta canonica)
- c. 2608 a.C. - Antico Egitto: Nebmaat (Snefru) 21º faraone (c.a. 2632 a.C. -2579 a.C., secondo il Canone Reale)-1º della IV Dinastia
- c. 2605 a.C. - Mesopotamia: La-Ba'shum Mitico 8º Re sumero di Uruk - I dinastia di Uruk

#### 2600 a.C. - 2551 a.C.
- c. 2600 a.C.
  - Mesopotamia:
    - Presunto insediamento della II dinastia di Kish
    - Primi insediamenti di Accadi (di origine semitica) in Alta Mesopotamia, provenienti dai monti Zagros o dal deserto arabico
    - Rapporti commerciali fra Sumeri, Cultura Dilmun (Bahrain) e Cultura Meluhha (India)

  - Antica Grecia: Periodo di Troia II, fino al 2250 a.C.
  - Cina: secondo la tradizione, Huang Di batte Chi You nella battaglia per il controllo della valle di Huang He.
- c. 2599 a.C. - Cina: secondo la tradizione, muore il 1º imperatore della Cina, il mitico Huang Di.
- c. 2597 a.C. - Cina: Sale al trono in Cina il mitico Shaohao, il 2º dei 5 imperatori (2597 a.C. - 2514 a.C.)
- c. 2596 a.C. - Mesopotamia: En-Nun-Tarah-Ana Mitico 9º Re sumero di Uruk - I dinastia di Uruk
- c. 2594 a.C. - Antico Egitto: Costruzione delle piramidi di Dahshur
- c. 2588 a.C. - Mesopotamia: Mesh-He Mitico 10º Re sumero di Uruk - I dinastia di Uruk
- c. 2579 a.C. - Antico Egitto: Medjedu (Cheope) 22º faraone - (c.a. 2579 a.C.-2556 a.C., secondo von Beckerath)-IV Dinastia
- c. 2570 a.C. - Antico Egitto: Costruzione della Piramide di Cheope
- c. 2556 a.C. - Antico Egitto: Kheper (Djedefra) 23º faraone - (c.a. 2556 a.C. -2547 a.C., secondo von Beckerath)- IV Dinastia
- c. 2552 a.C. - Mesopotamia:
  - Fine dell'egemonia du Uruk: Egemonia di Ur
  - Mesannepada Mitico 1º Re sumero di Ur - Fondatore della I Dinastia di Ur
  - Melem-Ana Mitico 11º Re sumero di Uruk - I dinastia di Uruk

#### 2550 a.C. - 2501 a.C.
- c. 2547 a.C. - Antico Egitto:
  - Userib (Chefren) 24º faraone - (c.a. 2547 a.C. -2521 a.C., secondo von Beckerath) - IV Dinastia
  - Costruzione della Sfinge di Giza
  - Costruzione della Piramide di Chefren
- c. 2546 a.C. - Mesopotamia: Lugal-Kitun Mitico 12º Re sumero di Uruk - I dinastia di Uruk
- c. 2525 a.C. - Mesopotamia: Puabi Mitica 2º Regina/Sacerdotessa sumera di Ur - I Dinastia di Ur
- c. 2521 a.C. - Antico Egitto: Baka (Egitto) presunto 25º faraone - (c.a. 2521 a.C. - 2514 a.C., secondo von Beckerath) - IV Dinastia
- c. 2520 a.C. - Mesopotamia: Ikun-Shamash 1º Re della seconda dinastia di Mari
- c. 2514 a.C.
  - Antico Egitto: Kakhet (Micerino) 26º faraone - (c.a. 2521 a.C. - 2514 a.C., secondo von Beckerath) - IV Dinastia
  - Cina: Sale al trono in Cina il mitico Zhuanxu, il 3º dei 5 imperatori
- c. 2510 a.C.
  - Mesopotamia: Fine della I Dinastia di Uruk
  - Antico Egitto: Costruzione della Piramide di Micerino

## 2500 a.C. - 2001 a.C.
La cronologia particolareggiata si trova alla pagina Cronologia della storia antica (2500 a.C. - 2001 a.C.) qui è presente un breve riassunto degli eventi di questi cinque secoli con alcune date particolarmente significative.
in questi 500 anni:

### Tabella Geografica

#### Europa

##### Antica Grecia
Periodo Protoelladico II in Grecia - Popolazioni protoindoeuropee (Pelasgi) (fino al 2300 a.C.)

##### Italia
Civiltà del Gaudo in Cilento: Necropoli di Buccino

##### Gran Bretagna
Completamento dei Dolmen di Stonehenge

##### Europa Occidentale ed Europa Centrale
inizio dell'Età del bronzo
- Ucraina (fino al 1500 a.C.) - Movimenti di popolazioni indoeuropee, suddivise nel ramo occidentale Centum (Celti, Latini, Germanici, Elleni) e orientale Satem (Slavi, Baltici, Illirici, Tocari, Iranici e Arii).
- Caucaso: Civiltà calcolitica del kurgan - Sepolture in tumulo, poi diffuse in tutta Europa

#### Asia

##### Vicino Oriente
- Siria
  - I Fenici fondarono i primi insediamenti sulla costa del Mediterraneo
  - Gli Hurriti si insediano nell'area[senza fonte]
    - Primi insediamenti urbani nella città di Karkemiš, fra Siria e Turchia
- Asia Minore: Gli Hatti (popolazione mediterranea) si insediano in Anatolia organizzandosi in una serie di città stato che resteranno indipendenti fino alla nascita dell'impero ittita nel 1700 a.C. circa.
- Arabia: Addomesticamento del dromedario
- Mesopotamia (Mezzaluna fertile)

Schema cronologico generale del Vicino Oriente (cronologia intermedia)

In questi cinque secoli attraversiamo l'ultima parte del periodo protodinastico III (IIIa 2650a.c. - 2450a.c. e IIIb 2450a.c. - 2350a.c.) durante i quali si inaspriscono gli scontri tra le varie città sumere per il controllo delle terre di confine (le ultime terre fertili non ancora coltivate). Paradigma di questi lunghi conflitti sarà quello fra Lagash ed Umma per il territorio di Guedena, che terminerà solo con la perdita dell'indipendenza delle due città, prima sotto l'impero di Lugalzagesi e poi di Sargon di Akkad. Sempre in questo periodo diviene più evidente lo scontro sociale fra la massa dei contadini, poveri e pesantemente tassati e le gerarchie dominanti cittadine e templari. Molti usurpatori cercheranno giustificazione delle loro azioni di fronte al popolo, in una richiesta di giustizia da parte degli dei e si faranno promotori di editti di cancellazione dei debiti che però avranno solo un'efficacia temporanea non eliminando le cause dell'impoverimento della popolazione. Il tentativo dei sovrani di rendere il loro potere meno dipendente dalle gerarchie templari renderà sempre più evidente lo scontro con il potere dei grandi sacerdoti, di cui è ancora esempio paradigmatico lo storia di Lagash, dove lo scontro tra i sovrani delle I dinastia ed i grandi sacerdoti culminerà con l'ascesa al potere del grande sacerdote di Umma, Lugalzagesi, che trovò l'appoggio dei sacerdoti di Lagash e di molte altre città, che gli consentì di creare un vasto impero, anche se solo per breve periodo di 25 anni.
 
Nei primi secoli di questo periodo è da ricordare l'ulteriore grande sviluppo di due città sumere Ebla e Mari, che si trovavano sulle importanti vie commerciali dirette in Siria Le due città saranno in conflitto fra loro fino alla conquista di entrambe da parte di Sargon di Akkad.
Dal 2330 a.c. con l'arrivo al potere di Sargon di Akkad, assistiamo alla nascita dell'Impero di Akkad, che unificherà tutta la mezzaluna fertile fino al 2172 a.c. quando verrà abbattuto dalla invasione delle tribù barbariche dei Gutei

I Gutei domineranno la Mesopotamia solo fino al 2119, quando verranno scacciati dalla rivolta guidata dai sovrani sumeri della città di Ur che fonderanno la III dinastia di Ur, che unificherà la bassa mesopotamia con un nuovo impero che giungerà fino alle soglie del II millennio a.c., perdendo progressivamente potere, fino alla caduta di Ur conquistata dal sovrano della città di Isin, appoggiato dalla confederazione dell'Elam, nel 2004 a.c.
- - Primi insediamenti dei nomadi Amorrei (di origine semitica, antenati dei Re di Isin e dei Babilonesi) a ovest dell'Eufrate
  - In precedenza gli assiriologi hanno ipotizzato che gli amorriti fossero un popolo nomade, governato da un potente clan tribale che fece apparentemente spostare a forza il suo popolo in questi territori, di cui avevano bisogno per i pascoli delle loro mandrie. Tuttavia, molte delle nuove scoperte archeologiche hanno portato gli assiriologi a concordare sul fatto che gli amorriti non misero mai in atto un'invasione concertata di Ur. Molti amorriti vissero in modo pacifico all'interno del regno in piccole enclave. Ci sono ora attestazioni che gli amorriti servirono nell'esercito di Ur e formarono anche gruppi di operai sia sotto l'impero di Akkad che sotto la terza dinastia di Ur, molto prima dell'ascesa del loro potere nella regione.
  - Assiria: Primi insediamenti urbani nella città di Assur, in Alta Mesopotamia

##### Asia centrale e Asia Orientale
Addomesticamento del bue, del cammello, del cavallo, del Bufalo d'acqua e della Gallina
- India:Civiltà della valle dell'Indo: ad Harappa si diffondono quartieri caratterizzati da un ordinato tessuto urbano, con case diversificate, indice di una divisione in classi
- Cina: Il Periodo dei Tre Augusti e Cinque Imperatori termina con imperatore Shun. Nel 2195 Yǔ il grande primo imperatore della dinastia Xia (cinese: 夏朝; Hanyu Pinyin: xià cháo; Wade-Giles: Hsia-ch'ao), ca. 2195 a.C. - 1600 a.C. È la prima dinastia descritta nelle cronache cinesi, come lo Shiji e gli Annali di bambù che riportano i nomi di diciassette Re su quattordici generazioni. Si dice che i leggendari Tre augusti e cinque imperatori abbiano preceduto questa dinastia, che fu seguita dalla dinastia Shang. La fondazione della dinastia Xia è attribuita al leggendario Yǔ il grande.[43]
- Thailandia: Coltivazione del Riso, Addomesticamento della gallina, metallurgia del Bronzo.

#### Africa
- Nubia: Nasce il Regno di Kerma in Nubia (fino al 1520 a.C., che raggiungerà il suo splendore dopo il 1800 a.C.)
- Antico Egitto: ci troviamo nel pieno dell'Antico Regno, molti importanti monumenti come la Sfinge e le Piramidi di Giza sono stati costruiti, i faraoni della V dinastia egizia sono saldamente al potere. Con l'avvento della VI dinastia egizia si assisterà ad una progressiva frammentazione del potere ad opera dei governatori locali (nomarchi) che tenderanno a rendersi sempre più indipendenti dal potere centrale fino al regno di Pepi II quando si avrà prima il ritorno della suddivisione fra Alto e Basso Egitto e poi il collasso del regno con la fine del periodo detto dell'Antico Regno nel 2192 a.c. Entriamo così nel caotico e frammentato Primo periodo intermedio della storia dell'Antico Egitto che durerà circa un secolo e mezzo, fino al 2055, e che vedrà succedersi e sovrapporsi i faraoni della VII, VIII, IX e X dinastia egizia. Infine, grazie all'azione dei faraoni della XI dinastia, l'Antico Egitto tornerà ad unificarsi con capitale a Tebe: è il principio della fase storica detta Medio Regno e che si protrarrà fino al 1650 a.c.
- Africa centrale: Comincia l'inaridimento della regione del Sahara

#### America settentrionale
- Groenlandia: Cultura mesolitica di Saqqaq in Groenlandia meridionale, proveniente dal Canada (fino a 800 a.C.)

### Cronologia sintetica

#### 2500 a.C. - 2401 a.C.
- c. 2500 a.C
  - Lugal-Anne-Mundu Leggendario Re di Adab.
  - Presunto insediamento della III dinastia di Kish: Kubaba Regina di Kish.
- c. 2494 a.C.
  - Mesopotamia:
    - Inizio del Periodo proto-dinastico III (fino al 2334 a.C.)
    - Ur-Nina Re sumero di Lagash, Fondatore della I Dinastia di Lagash (Resasi indipendente da Kish).

  - Bahrein: Primi contatti fra Sumeri e Civiltà Dilmun.
- c. 2490 a.C. - Mesopotamia: Sharrum-iter ultimo re della prima dinastia di Mari.
- c. 2486 a.C.
  - Antico Egitto: Shepsekhet 27º faraone - (c.a. 2486 a.C. -2479 a.C., secondo von Beckerath)- IV Dinastia.
- c. 2480 a.C. - Mesopotamia: Ikun-Shamash 1º Re della seconda dinastia di Mari
- c. 2479 a.C. - Antico Egitto - Djedefptah Presunto 28º faraone - (c.a. 2479 a.C. -2477 a.C., secondo von Beckerath)- Ultimo della IV Dinastia.
  - La sua esistenza è attestata solamente dalla lista di Manetone, nella forma riportata da Sesto Africano.
- c. 2477 a.C. - Antico Egitto: Irmaat 29º faraone - (c.a. 2477 a.C. - 2471 a.C., secondo von Beckerath)- 1º della V Dinastia.
  - erezione del primo tempio solare ad Abu Gurab.
- c. 2471 a.C. - Antico Egitto: Nebkhau 30º faraone - (c.a. 2471 a.C. - 2458 a.C., secondo von Beckerath)- 2º della V Dinastia.
- c. 2465 a.C. - Akurgal 2º Re sumero di Lagash.
- c. 2458 a.C.
  - Antico Egitto:
    - Userkhau (Neferirkara) 31º faraone - (c.a. 2458 a.C. -2438 a.C., secondo von Beckerath)- 3º della V Dinastia.
    - Rafforzamento della potenza delle grandi famiglie di corte: matrimonio di Ti, capo degli acconciatori della residenza con la principessa Neferhetepes.
- c. 2455 a.C.
  - Mesopotamia:Egemonia di Lagash.
    - Eannatum 3º Re sumero di Lagash (fino al 2425 a.C.).
      - Conquista di potenti città-stato come Akshak, Kish, Larsa, Nippur, Ur e Uruk.In seguito, Eannatum spostò le sue mire anche fuori la Mesopotamia, giungendo a chiedere tributi anche a città siriane.

    - Costruzione della Stele degli avvoltoi, primo documento storico sumero: fu eretta per ricordare la vittoria di Eannatum su Enakalle di Umma, città che poi fu resa tributaria di Lagash.
- c. 2438 a.C. - Antico Egitto:
  - Shekemkhau (Shepseskara) 32º faraone - (c.a. 2438 a.C. -2431 a.C., secondo von Beckerath)- 4º della V Dinastia
    - A Shekemkhau viene attribuito un regno di sette anni ma la scarsezza di tracce archeologiche, si conosce solamente uno scarabeo proveniente dagli scavi di Abusir, fa pensare ad un regno decisamente più breve. La Pietra di Palermo riporta il nome del suo tempio solare Trono prediletto di Ra di cui però non si sono trovate tracce. Non si conosce la posizione del suo monumento funebre e neppure quella di tombe di funzionari a lui collegati.

  - Prime spedizioni egizie verso il Paese di Punt (attuale Somalia)
  - Primi contatti fra Egiziani e Fenici
- c. 2436 a.C. - Cina: Sale al trono in Cina il mitico Ku, il 4º dei 5 imperatori
  - Tra le conquiste culturali attribuite all'imperatore Ku vi è in particolare l'introduzione delle scuole; secondo antiche fonti cinesi, inoltre, ideò ebbe un importante ruolo nell'invenzione di vari strumenti musicali e composizioni tradizionali. È considerato anche il fondatore della poligamia in Cina ed infatti gli vengono attribuite almeno quattro mogli. Da una di loro, Changyi (常儀), Ku ebbe un figlio, Zhi, che divenne il suo successore, ma dopo nove anni cedette la reggenza a suo fratello Yao, la cui madre era Qingdu. Dalla terza moglie, Jiang Yuan, ebbe Houji, dalla quarta, Jiandi, Qi. Questi figli sono considerati rispettivamente i capostipiti delle dinastie Zhou e Shang.Per separare i suoi figli Ebo e Sichen (madri ignote), in perenne lotta tra loro, li proclamò dèi delle stelle Chen e Shen.
- c. 2431 a.C. - Antico Egitto: Neferkhau (Neferefra) 33º faraone - (c.a. 2431 a.C. -2420 a.C., secondo von Beckerath)- 5º della V Dinastia
- c. 2425 a.C.
  - Mesopotamia:
    - En-anna-tum I 4º Re sumero di Lagash
      - Durante il suo regno fronteggiò la rivolta di Umma, città tributaria di Lagash, che per due volte, prima con Ur-Lumma e poi con Illi, tentarono di liberarsi del dominio con due attacchi contro Lagash.

    - En-Shakansha-Ana Re di Uruk (II Dinastia di Uruk)
    - Urlumma Re di Umma
    - Imbi-ishtar Re di Kish (IV dinastia di Kish)

  - Vicino Oriente: Ikgrish-kahlam Re di Ebla
- c. 2420 a.C.
  - Antico Egitto: Setibtawy (Niuserra) 34º faraone - (c.a. 2420 a.C. -2389 a.C., secondo von Beckerath)- 6º della V Dinastia
  - Costruzione del tempio solare meglio conservato, Shepepu-ib-re (Delizia di Ra), eretto ad Abu Gurab, un chilometro a nord di Abusir
- c. 2405 a.C.
  - Mesopotamia
  - Entemena 5º Re sumero di Lagash
    - Durante il suo regno confermò la supremazia di Lagash sulla Mesopotamia, sconfiggendo insieme a Lugal-kinishe-dudu di Uruk, successore di Enshakushanna, Illi di Umma.

#### 2400 a.C. - 2351 a.C.
- c. 2400 a.C.
  - Europa centrale: Kurgani dal Mar Nero verso l'Europa
  - Ucraina: Cultura di Usatovo (Forse popolazioni Protosarmate) in (fino al 1250 a.C.)
  - Groenlandia: Cultura mesolitica Indipendenza I in Groenlandia centrale (fino a 1500 a.C.)
- c. 2389 a.C.
  - Antico Egitto: Menkauhor (Menkhau) 35º faraone - (c.a. 2389 a.C. -2380 a.C., secondo von Beckerath)- 7º della V Dinastia
- c. 2385 a.C. Iblul-Il 7º Re della seconda dinastia di Mari. Estese il territorio sotto il controllo del regno e rese Ebla tributaria.
- c. 2380 a.C.
  - Antico Egitto
    - Djedkara Isesi (Djedkhau) 36º faraone - (c.a. 2380 a.C. -2342 a.C., secondo von Beckerath)- 8º della V Dinastia
    - A questo periodo sono attribuiti i Papiri di Neferirkara, un insieme di frammenti di papiri amministrativi, di difficile lettura ed interpretazione, legati all'amministrazione del complesso funerario di Userkhau.
- c. 2375 a.C. - Mesopotamia
  - Enannatum II 6º Re sumero di Lagash
  - Lugal-Kinishe-Dudu Re di Uruk (II dinastia di Uruk)
  - Irkab-damu Re di Ebla
- c. 2365 a.C.
  - Mesopotamia
    - Enetarzi 7º Re sumero di Lagash
    - Lugaltarzi Re di Uruk (II dinastia di Uruk)
    - Ukush Re di Umma
    - Puzursin Re di Kish (I Re della IV Dinastia di Kish)

  - Vicino Oriente: Ae-ennum Re di Ebla
- c. 2359 a.C. - Lugalanda 8º Re sumero di Lagash
- c. 2358 a.C.
  - Cina: Sale al trono in Cina il mitico Zhì, il 5º dei 5 imperatori
    - L'Imperatore Zhi fu il quinto Imperatore della Cina. Anche noto come Qingyang-shi (青陽氏), nacque a Jiang Kuang'er (姜匡二), vicino a Jiaozuo e fu un figlio dell'Imperatore Ku e di Changyi (常儀), la seconda moglie di Ku.
- c. 2355 a.C.
  - Mesopotamia
    - Lugalzagesi Re di Umma e Uruk (III dinastia di Uruk)
    - Ur-zubaba Re di Kish (IV dinastia di Kish) (II Re della IV Dinastia di Kish)
- c. 2352 a.C.
  - Mesopotamia: Urukagina 9º e ultimo Re sumero della I Dinastia di Lagash

#### 2350 a.C. - 2301 a.C.
- c. 2342 a.C.
  - Mesopotamia:
    - Lugalzagesi Diventa Re sumero di Uruk, Umma e Lagash e unifica la Mesopotamia: È l'ultimo re sumero prima dell'avvento dell'impero di Akkad
    - Simudar Re di Kish, poi Usivitar, vassallo di Akkad (3º e 4º della IV dinastia di Kish)

  - Antico Egitto:
    - Waditawy (Unis) 37º faraone - (c.a. 2342 a.C. -2320 a.C., secondo von Beckerath)- 8º e Ultimo della V Dinastia
      - Sulla durata del suo regno le fonti sono abbastanza concordi nell'indicare 30-33 anni.

    - Fine della V Dinastia
    - Comparsa dei Testi delle piramidi
      - Il complesso funerario di Waditawy, che si trova nella necropoli di Saqqara presenta, per la prima volta, le lunghe colonne di iscrizioni in geroglifico, con i simboli riempiti di colore azzurro, che sono note come Testi delle piramidi e che diventeranno comuni durante la VI dinastia.
- c. 2340 Vicino Oriente: Enna-Dagan 7º re della seconda dinastia di Mari. È famoso per il ritrovamento di una sua lettere inviata a Ebla in cui elenca le imprese di alcuni suoi predecessori.
- c. 2334 a.C.
  - Mesopotamia e Vicino Oriente:Discendenti di Sargon

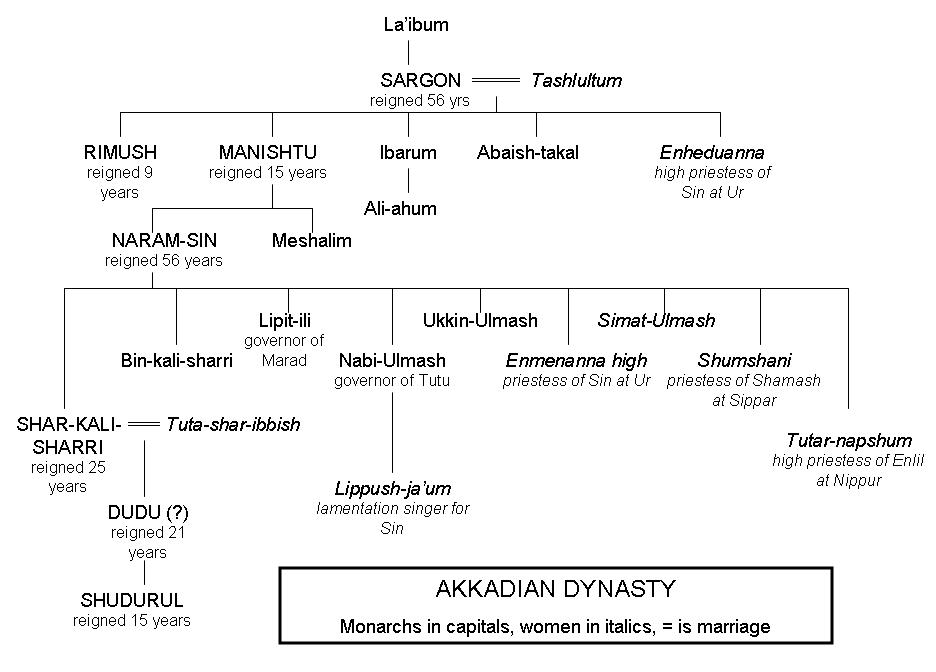
Discendenti di Sargon

    - Inizio della dominazione degli Accadi (popolazione semitica) in Mesopotamia
    - Nascita dell'Impero accadico in Mesopotamia e nel Vicino oriente
    - Sargon di Akkad (2334 a.C. - 2279 a.C.) sale al trono
      - La storia dell'ascesa di Sargon al potere non è nota, le prime notizie si hanno con la cronaca della conquista di Uruk, dove regnava Lugalzaggisi di Umma.
- c. 2333 a.C.
  - Corea:
    - Secondo la tradizione, inizio del leggendario periodo Dangun
    - Regno mitico di Choson
- c. 2322 a.C.
  - Antico Egitto: Sehoteptawy (Teti) 38º faraone - (c.a. 2322 a.C. -2312 a.C., secondo von Beckerath)- 1º della VI Dinastia
    - Non conosciamo i motivi che stettero alla base del cambio di dinastia tra la V e la VI, anche se il nome Horo, Colui che pacifica le Due Terre, potrebbe far pensare ad un periodo di torbidi.
- c. 2312 a.C.
  - Antico Egitto: Userkara 39º faraone - (c.a. 2312 a.C. -2310 a.C., secondo von Beckerath)- 2º della VI Dinastia
- c. 2310 a.C.
  - Mesopotamial'impero accadico alla sua massima espansione

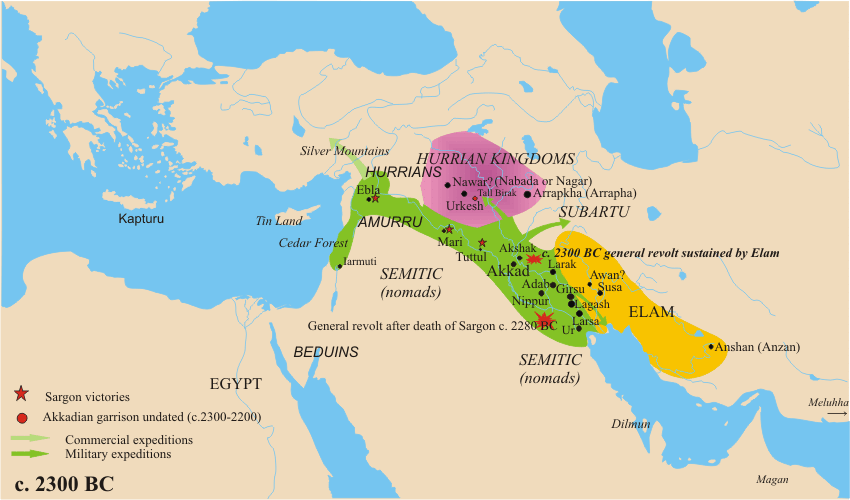
l'impero accadico alla sua massima espansione

    - Sollevazione sfortunata dei paesi settentrionali (Subartu) contro Sargon
    - Ishtarmuti Re di Kish, poi Ishmesamash, vassalli di Akkad (5º e 6º della IV dinastia di Kish)

  - Antico Egitto: Merytawy (Pepi I) 40º faraone - (c.a. 2310 a.C. -2260 a.C., secondo von Beckerath)- 3º della VI Dinastia
    - Merytawy fu figlio di Sehoteptawy e di Iput. Non è noto per quale motivo questo sovrano cambiò il nome Ra ad un certo punto del suo regno; salito al trono come Nefersahor trasformò poi il nome in Meryra.
- c. 2305 a.C.
  - Mesopotamia: Nanna ultimo re di Kish vassallo di Akkad (7º e ultimo della IV dinastia di Kish)
- c. 2304 a.C. Vicino Oriente: Ebla sconfigge l'esercito di Mari e conquista il controllo delle vie carovaniere

#### 2300 a.C. - 2251 a.C.
- c. 2300 a.C.
  - L'esercito di Mari conquista e saccheggia Ebla.
  - Oman: Inizio della Cultura Magan.
  - Antica Grecia: Periodo Protoelladico III in Grecia (fino al 1850 a.C.).
  - Asia Centrale: Cultura del bronzo di Andronovo (fino al 1500 a.C.). Popolazioni (forse indoeuropee) stanziali di agricoltori.
- c. 2290 a.C. Mesopotamia e Vicino Oriente: Distruzione di Mari a opera di Sargon, Re degli Accadi - Sargon conquistò Mari, Yarmut ed Ebla ed estese il suo controllo fino alle foreste del Libano (Amanus), a Cipro e le montagne d'argento (Tauro) in Anatolia.
- c. 2279 a.C.
  - Mesopotamia e Vicino Oriente: Rimush (2279 a.C. - 2269 a.C.) 2º Re di Akkad
    - Sale al trono per essendo il secondogenito al posto del fratello Manishtushu. Probabilmente venne assassinato dai sostenitori del fratello che gli succedette sul trono
- c. 2269 a.C.
  - Mesopotamia e Vicino Oriente: Manishtushu (2269 a.C. - 2255 a.C.) 3º Re di Akkad dopo una congiura
- c. 2260 a.C.
  - Antico Egitto: Ankhkhau (Merenra I) 41º faraone- (c.a. 2260 a.C. -2254 a.C., secondo von Beckerath)- 4º della VI Dinastia
- c. 2255 a.C.
  - Mesopotamia e Vicino Oriente: Naram-Sin (2255 a.C. - 2219 a.C.) 4º Re di Akkad
    - Primo riferimento a popolazioni aramee in Siria

  - Cina: Sale al trono il mitico Imperatore Shun (2255 a.C. - 2195 a.C.)
    - Shun 舜, Dishun 帝舜 (Imperatore Shun), Dashun 大舜 (Shun le Grand) ou Yushun 虞舜 (Shun de Yu), era un mitico sovrano dell'antichità cinese, uno dei Cinque Imperatori.
- c. 2254 a.C.
  - Antico Egitto: Netjerkhau (Pepi II) 42º faraone- (c.a. 2254 a.C. -2194 a.C., secondo von Beckerath)- 5º della VI Dinastia

#### 2250 a.C. - 2201 a.C.
- c. 2250 a.C.
  - Antica Grecia: Periodo di Troia III fino al 2050 a.C.
    - Distruzione di Troia per un incendio

  - Pamba, capo tribù di Kuššara, e Zipani di Kaneš primi re degli Ittiti di cui sia giunta documentazione. Il loro nome è ricordato in un resoconto da Naram-Sin di Akkad su una battaglia contro un'alleanza di 17 sovrani.
- c. 2226 a.C.
  - Vicino Oriente: Ibi-sipish Re di Ebla e il suo successore Dubukhu-ada si ribellano a Naram-Sin Re di Akkad, guerra conclusasi con la completa vittoria di Akkad.
- c. 2219 a.C.
  - Mesopotamia: Shar-Kali-Sharri 5º Re di Akkad (2219 a.C. - 2194 a.C.) e ultimo discendente di Sargon sul trono accadico.
    - Durante il suo regno vi furono numerose ribellioni ed invasioni (invasioni di Gutei da est e Amorrei da nord, perdita di Elam, ribellioni città sumere). Progressivo indebolimento dell'impero accadico.
- c. 2205 a.C.
  - Persia: Puzur-ishushinak Re di Elam ottiene da Shar-Kali-Sharri Re di Akkad l'indipendenza e il titolo di Re delle quattro regioni.

#### 2200 a.C. - 2151 a.C.
- c. 2200 a.C.
  - Mesopotamia: IV dinastia di Uruk
    - Urnigin, Urgigir, Kuda, Puzurili, Urutu

  - Antico Egitto: Inizio dei rapporti commerciali fra la civiltà dell'Antico Egitto e la Civiltà Minoica
  - Armenia: Cultura calcolitica di Trialeti (fino al 1500 a.C.)
- c. 2195 a.C.
  - Cina
  - Inizio della Dinastia Xia (2195 a.C.-1675 a.C.)
    - Finché gli scavi scientifici non furono eseguiti sui siti della prima età del bronzo a Erlitou, nella provincia di Henan, è stato difficile separare il mito dalla realtà in merito all'esistenza della dinastia Xia.

  - Sale al trono in Cina il mitico Imperatore Yǔ il Grande, (2195 a.C.-2149 a.C.), il 1º Dinastia Xia
    - Yǔ (禹), Cognome Sì (姒), Nome Wénmìng (文命), o Yǔ il grande (大禹), Xià Yǔ (夏禹), Róng Yǔ (戎禹) (* ? a.C. † 2149 a.C.) regnò secondo la leggenda come primo re della dinastia Xia (secondo altre fonti era il capo di una lega di tribù o il padre del primo re Qi) per 45 anni sulla Cina.
- c. 2194 a.C.
  - Mesopotamia:Periodo dei Quattro re di Akkad (2194 a.C. - 2191 a.C.)
    - Nanum, Igigi, Imi (Re), Elulu 4 Re in Akkad per 3 anni: periodo di caos dopo la morte di Šar-kali-šarrī

  - Antico Egitto: Merenra II (Nekerkara) 43º faraone- (c.a. 2194 a.C. -2193 a.C., secondo von Beckerath)- 6º della VI Dinastia)
- c. 2193 a.C.
  - Antico Egitto: Nitokerty (Nitocris) 44º faraona - (c.a. 2193 a.C. -2191 a.C., secondo von Beckerath)- 7º della VI Dinastia)
    - Nitokerty è il primo sovrano di sesso femminile attestato con relativa sicurezza nella storia egizia. Forse figlia di Pepi I e sorellastra di Merenre II non sappiamo come sia giunta al trono, per matrimonio o assumendo direttamente le prerogative reali.
- c. 2191 a.C.
  - Mesopotamia
    - Dudu(2191 a.C. - 2173 a.C.) Penultimo Re di Akkad - Riuscì a conquistare il potere dopo i 3 anni della tetrarchia.

  - Antico Egitto
    - Neferka 45º faraone - (c.a. 2191 a.C. -2189 a.C., secondo von Beckerath)- 8º della VI Dinastia)
- c. 2189 a.C.
  - Antico Egitto
    - Nefer 46º faraone - (c.a. 2189 a.C., secondo von Beckerath)- 9º della VI Dinastia)
      - La sua collocazione, al termine del regno antico, autorizza a ritenere che il suo potere sia stato limitato solo ad alcune regioni dell'Egitto

    - Ibi (faraone) 47º faraone - (c.a. 2189 a.C. -2185 a.C., secondo von Beckerath)- 10º della VI Dinastia)
      - Questo sovrano è citato solamente nel Canone Reale. Dal punto di vista archeologico rimane solamente una piccola piramide in cattivo stato di conservazione ed un graffito sulle rocce presso Tumas in Nubia.

    - Fine della VI Dinastia e dell'Antico Regno dell'Egitto
- Antico Egitto
  - Inizio del Primo periodo intermedio dell'Egitto (2185 a.C. - 2054 a.C.)
    - Il Primo periodo intermedio copre gli anni della storia egiziana che, indicativamente, vanno all'incirca dal XXII secolo a.C. al XXI secolo a.C. e comprende le dinastie dei sovrani dell'antico Egitto VII, VIII, IX e X. Si trattò di una fase di sfaldamento del potere centrale a favore dei governatori provinciali, i nomarchi. Il primo periodo intermedio può essere suddiviso in tre fasi:
      - VII e VIII dinastia: (2185 a.C. - 2160 a.C.) Sfaldamento completo dello stato unitario. La capitale Menfi perde la sua importanza.
      - IX dinastia: (2160 a.C. - 2120 a.C.) si forma un nuovo centro di aggregazione intorno alla capitale del XX distretto (Alto Egitto), Ha-Ninsu/Eracleopoli (Heracleopolis Magna in greco; nome attuale Ihnasya el-Medina).
      - X dinastia: (2120 a.C. - 2040 a.C.) ai sovrani della dinastia eracleopolitana si oppongono i principi di Tebe che gettano le basi per la riunificazione dell'Egitto in quello che viene chiamato Regno Medio

  - VII dinastia egizia (forse 70-75gg.) - Dinastia spuria, inesistente
  - VIII dinastia egizia - 17 Faraoni 48º-64º (2185 a.C. - 2160 a.C.)
    - Netjerkara, Menkara, Neferkara II, Neferkara Nebi, Djedkara Shemai, Neferkara Khendu, Merenhor, Sneferka, Nekara, Neferkara Tereru, Neferkahor, Neferkara Pepiseneb, Sneferka Aanu, Kakaura, Neferkaura, Neferkauhor Khu Hepu, Neferirkara)
- c. 2173 a.C.
  - Mesopotamia
    - Shu-turul (2173 a.C. - 2172 a.C.) ultimo Re di Akkad: Akkad venne conquistata dai Gutei e la capitale dell'impero si spostò a Uruk.
- c. 2172 a.C.
  - Mesopotamia: Inizio della dominazione Gutea (2172 a.C. - 2119 a.C.)
    - Regnarono con 13 Re (Iarlagab (ca. 2172 – ca. 2157), Ibate (ca. 2157 – ca. 2154), Iarlangab (ca. 2154 – ca. 2151), Kurum (ca. 2151 – ca. 2150), Chabilkin (ca. 2150 – ca. 2147), La-erabum (ca. 2147 – ca. 2145), Irarum (ca. 2145 – ca. 2143), Ibranum (ca. 2143 – ca. 2142), Chablum (ca. 2142 – ca. 2140), Puzurschin (ca. 2140 – ca. 2133), Iarlaganda (ca. 2133 – ca. 2127), Schi-um (ca. 2127 – ca. 2120), Tirigan (ca. 2120 – ca. 2119))
    - I Gutei furono un popolo dell'antica Mesopotamia, originario dei monti Zagros
- c. 2164 a.C.
  - Mesopotamia:
    - Lagash indipendente dai Gutei: Insediamento II Dinastia di Lagash)
    - Urbaba (2164 a.C. - 2144 a.C.) Re di Lagash
- c. 2160 a.C.
  - IX dinastia egizia (2160 a.C. - 2120 a.C.) - 8 Faraoni (65º-72º: Kheti, Neferkara III, Kheti (II), Senen..., Khet... Neferkara, Kheti Meri...ra, Shed..., H...)
    - Questa dinastia, come la X, ebbe per capitale Heracleopolis Magna e che il suo controllo sull'Egitto non fu completo.

#### 2150 a.C. - 2101 a.C.
- c. 2149 a.C.
  - Cina: Sale al trono in Cina il mitico Imperatore Qǐ (2149 a.C.-2117 a.C.) (2º Dinastia Xia)
    - Qi (cinese: 啓; pinyin: Qǐ), cognome Sì (cinese: 姒), noto anche come Xia Qi (cinese: 夏啓; pinyin: Xia Qǐ) regnò, secondo la leggenda, come secondo re della dinastia Xia (secondo altre fonti come signore della lega dei clan) nel II o III millennio a.C. sull'antica Cina.
- c. 2144 a.C.
  - Mesopotamia: Gudea Re di Lagash (2144 a.C.-2124 a.C.) - II Dinastia di Lagash
- c. 2125 a.C.
  - Mesopotamia: Apilkin Re di Mari (II Dinastia di Mari, o šakkanakku, fino al XXI secolo a.C.)
- c. 2124 a.C.
  - Mesopotamia: Ur-Ningirsu (2124 a.C.-2119 a.C.) 3º Re della II Dinastia di Lagash
- c. 2119 a.C.
  - Antico Egitto: X dinastia egizia (2120 a.C. - 2040 a.C.) - 6 Faraoni (73º-78º: Uakhara Kheti, Meri..., Se...ra Kheti, Nebkaura Kheti, Meribtawy, Merikara)
    - Buona parte della conoscenza che possediamo su questi sovrani deriva dai Decreti di Copto, una serie di testi, rinvenuti in varie tombe, che riportano l'assegnazione di particolari privilegi al visir Shemai ed alla sua famiglia.
- c. 2119 a.C.
  - Mesopotamia:
    - Utukhegal Re Sumero della (V dinastia di Uruk)
      - Affrontò in battaglia il re dei Gutei Tirigan, insediatosi da appena un mese, e lo sconfisse. Tirigan si rifugiò nella città di Dobrun, dove fu ucciso.

    - Pirigme (2119 a.C.-2117 a.C.) 4º Re della II Dinastia di Lagash

  - Antico Egitto:
    - Inizio della XI Dinastia
    - Tepia (Montuhetep I) 73º faraone (c.a. 2119 a.C. -2103 a.C., secondo von Beckerath)- 1º della XI Dinastia)
      - Principe di Tebe, è considerato il fondatore della XI dinastia.Alcuni egittologi ritengo di riunire in uno solo regno i periodi di Tepia e del suo successore (Sehertawy). Tepia è il primo sovrano a portare un nome teoforo composto con Montu divinità guerriera del 4º distretto dell'Alto Egitto.

    - Sehertawy (Antef I) 74º faraone - (c.a. 2119 a.C. -2103 a.C., secondo von Beckerath)- 2º della XI Dinastia
      - Fu il primo sovrano della XI dinastia ad attribuirsi, almeno formalmente, il titolo di re dell'Alto e Basso Egitto, dopo aver sconfitto un sovrano della X dinastia di Heracleopolis Magna, probabilmente Meribtawy.
- c. 2117 a.C.
  - Mesopotamia: Ur-Gar (2117 a.C.-2113 a.C.) 5º Re della II Dinastia di Lagash
  - Cina: Sale al trono in Cina il mitico Imperatore Tai Kang (3º Dinastia Xia)
    - Tai Kang (cinese: 太康 pinyin: Tài Kāng) fu il terzo sovrano della probabilmente leggendaria dinastia Xia. Era il figlio di Qi.
- c. 2113 a.C.
- Mesopotamia:
  - Inizio della III dinastia di Ur o Periodo neosumerico
  - Ur-Nammu Re Sumero di Ur e Uruk (III dinastia di Ur)
    - Inizialmente governò Ur come ensi (ossia governatore) nominato dal re di Uruk, Utukhegal, che aveva sconfitto i Gutei. Dopo la morte di Utukhegal, si proclamò re di Ur e sottomettendo Uruk e le altre città della Mesopotamia meridionale fece di Ur la capitale di un vasto regno.
    - Redazione del Codice di Ur-Nammu: Il codice più antico finora conosciuto, che precede di tre secoli quello di Hammurabi. Il codice, oltre a prevedere le pene per diversi reati, stabilisce le misure standard di capacità e di peso.

  - Nammahani (2113 a.C.-2110 a.C.) 6º e Ultimo Re della II Dinastia di Lagash
- c. 2110 a.C.
  - Mesopotamia:Fine della II Dinastia di Lagash
    - Vittoria di Ur-Nammu su Nammahani, l'ensi di Lagash e Umma che aveva collaborato con i Gutei
- c. 2103 a.C.
  - Antico Egitto: Wah-ankh (Antef II) 75º faraone - (c.a. 2103 a.C. -2054 a.C., secondo von Beckerath)- 2º della XI Dinastia

#### 2100 a.C. - 2051 a.C.
- c. 2100 a.C.
  - Mesopotamia:
    - Secondo il racconto biblico, Abramo ricevette l'ordine da Dio di lasciare la città di Ur in Mesopotamia e di dirigersi nel paese che Lui gli avrebbe indicato
    - Rapporti commerciali fra Sumeri e Cultura Magan (Oman)

  - Nubia: Primi regni di popoli Kushiti
- c. 2095 a.C. - Shulgi Re Sumero di Ur e Uruk (III dinastia di Ur) - Riuscì a sottomettere le terre del nord con le loro popolazioni di Hurriti, Subarei e Assiri. Occupò Susa installandovi un governo sumerico. Condusse anche una spedizione in Palestina.
- c. 2088 a.C. - Sale al trono in Cina il mitico Imperatore Zhong Kang (4º Dinastia Xia)
- c. 2075 a.C. - Sale al trono in Cina il mitico Imperatore Xiang Kang (5º Dinastia Xia)
- c. 2054 a.C.
  - Antico Egitto:
    - Inizio del Medio Regno dell'Egitto (2119 a.C. - 1794 a.C.)
    - Nakht-nebtep-nefer (Antef III) 76º faraone - XI Dinastia

#### 2050 a.C. - 2001 a.C.
- c. 2050 a.C. - Periodo di Troia IV (Distruzione di Troia)
- c. 2047 a.C. - Amar-Sin Re Sumero di Ur, Uruk e Lagash (III dinastia di Ur) - cercò di riportare agli antichi splendori la terra di Sumer.
- c. 2046 a.C. -Samtawy (Montuhotep II) 77º faraone - XI Dinastia (è considerato il fondatore del Medio Regno, unificatore dell'Alto e Basso Egitto. Samtawy salì al trono con il nome Horo di Seankhibtawy).
- c. 2038 a.C. - Shu-Sin Re Sumero di Ur, Uruk e Lagash (III dinastia di Ur) - Salì al trono dopo il fratello Amar-Sin e dovette immediatamente combattere delle rivolte degli Amorrei. In questo periodo sono attestate rotte commerciali fino all'India.
- c. 2028 a.C. - Ibbi-Sin Ultimo Re Sumero della (III dinastia di Ur)
- c. 2025 a.C. - Naplanum Primo Re Amorrita di Larsa
- c. 2008 a.C. - Sale al trono in Cina il mitico Imperatore Shao Kang (6º Dinastia Xia)
- c. 2004 a.C.
  - Assedio e distruzione di Ur da parte della confederazione elamita, Ibbi-Sin viene catturato e deportato a Susa
  - Ishbi-Erra 1º Re della I dinastia di Isin - Si trasferì da Isin a Ur si proclamò governatore della città. Questo permise ad Isin di assumere il controllo delle importanti città commerciali e culturali di Ur, Uruk e del centro spirituale di Nippur.
  - Emisum 2º Re Amorrita di Larsa

## 2000 a.C. - 1501 a.C.
La cronologia particolareggiata si trova alla pagina Cronologia della storia antica (2000 a.C. - 1501 a.C.) qui è presente un breve riassunto degli eventi di questi cinque secoli con alcune date particolarmente significative.
in questi 500 anni:

### Tabella geografica

#### Africa
- inizio del Neolitico in Africa subsahariana

##### Antico Egitto
si sviluppa e conclude il periodo storico detto Medio Regno dell'Egitto (2055 a.C. - 1790 a.C.; dinastie XI, XII) che sarà seguito da una lunga fase di disordine istituzionale detta Secondo periodo intermedio dell'Egitto (1790 a.C. - 1540 a.C.; dinastie XIII, XIV, XV, XVI, XVII). Nel 1720 a.C. circa inizio delle invasioni Hyksos in Egitto (popoli Semiti che introducono in Egitto l'uso del cavallo, del carro da guerra, del bronzo e nuove armi). Negli ultimi anni di questo periodo l'Egitto entra nella sua fase storica di nuova espansione detta Nuovo Regno dal 1530 a.C. al 1080 a.C.(XVIII - XX dinastia).

##### Nubia
Nel sud, in Nubia si consolida il regno di Kush che nel 1700 a.C. annetté un'intera area situata all'incirca presso le attuali città di Dongola e di Atbara nell'odierno Sudan.

#### Asia

##### Vicino Oriente
- Asia Minore
  - Ittiti - In questi secoli si assisterà allo sviluppo ed al consolidamento del regno degli Ittiti in Anatolia- Le città stato indipendenti delle popolazioni autoctone Hatti, dei Luvi e dei Palaici verranno assoggettate all'impero ittita, si ricordano alcuni mitici Re ittiti come Pithana (circa 1790 a.C. che riuscì ad unificare alcune tribù e a creare un regno cittadino), Anitta (1770 a.C.) e Tuldhalya I (1790 a.C.). La loro prima capitale fu Kuššara poi Nesa, altro centro importante fu Zalpa. Nel 1650 a.C. Hattušili I 2º Re dell'antico Impero ittita trasferisce la capitale ad Hattusas. Nel 1595 a.C., le armate ittite comandate dal Re Muršili I (3º Re dell'antico Impero) invaderanno Babilonia, saccheggiandola e consegnandola al dominio degli alleati Cassiti. Invaderanno anche il regno Assiro rendendolo loro vassallo dal 1585 al 1580 a.C. Fin dai suoi primi anni il regno ittita sarà indebolito da faide e complotti interni alla nobiltà ed alla stessa famiglia reale (vedi la pagina dedicata al re Hattušili I). Lo stesso Mursili I sarà assassinato nel 1590, il regno sarà funestato da colpi di stato ed usurpazioni frequenti ma tutte nell'ambito della stessa famiglia reale. Nel 1500 a.C., il re Telepinu (1525 a.C. - 1500 a.C.) pubblica un editto nell'inutile tentativo di fermare questa serie di complotti.
  - Periodo di Troia V (Distruzione di Troia) poi. dal 1800 a.C. periodo di Troia VI fino al 1300 a.C.
- Palestina
  - Ebrei - Secondo il racconto biblico, intorno a questa data convenzionale (1990 a.C.) si colloca il primo Esodo Ebraico al seguito di Giacobbe (figlio di Isacco) verso l'Egitto.
  - Fenici - Regno Fenicio indipendente a Biblo: attestazioni di prime scritture alfabetiche riportanti il nome del Re Shaphatba'al.

Mesopotamia e Assiria
- Assiria - Inizio e consolidamento dell'Antico Regno dell'Assiria, fino al 1365 a.C. - Kikkia 1º Re dell'Assiria, nel 1860 a.C. diverrà re Sargon I. Nei primi secoli di questo periodo intensi scambi commerciali con le città stato anatoliche, nascita dei Karum città mercato assire situate nei pressi dei centri anatolici, il più importante sarà il Karum di Kanesh. Dal 1760 a.C., il Regno perde la sua indipendenza, occupato dall'Impero babilonese cui diverrà vassallo fino al 1586 a.C. quando diviene vassallo degli Ittiti solo per qualche anno, fino al 1580 a.C. quando tornerà indipendente con il re Erishum III (22º Re).
- Babilonia - nasce il regno amorreo di Babilonia, circa nel 1895 a.C. - Primo Re conosciuto di Babilonia, Sumu-Abum (1894 a.C. - 1881 a.C.). Circa nel 1792 a.C. diverrà re Hammurabi 6º Re di Babilonia fino al 1749 a.C. il più grande e potente re della prima dinastia, che nel 1760 a.C. conquisterà anche il regno Assiro. Nel 1595 a.C. la città sarà conquistata e saccheggiata dagli Ittiti che la consegneranno ai loro alleati Cassiti dando inizio così alla dominazione Cassita sul regno di Babilonia.
- Terza rinascita del regno di Mari, Isidagan primo governatore, poi Jaggid-lim (Yaggid-Lim) e poi suo figlio Jaggdun-Lim (Yakhdun-Lim) (regno dal 1810 a.C. al 1793 a.C.) è il primo re di Mari del periodo successivo ad essere ben conosciuto. Il regno verrà poi distrutto circa nel 1759 a.C. per opera degli Amorrei durante il regno del re di Babilonia Hammurabi.
- Elam - Nel 1850 a.C. circa nasce Regno indipendente in Elam detto di Anshan e Susa, ad opera di Eparti III.
- Sumeri - Nel 1763 a.C. con la conquista di Larsa da parte del regno di Babilonia si ha la fine definitiva delle ultime vestigia della civiltà sumerica.
  - Progressiva nascita del Regno Hurrita di Mitanni in Siria, approfittando del vuoto di potere generatosi nella Mesopotamia del nord in seguito alla caduta dell'impero babilonese amorrita nel 1595 a.C. Shuttarna I (1530 a.C.-1510 a.C.), primo re attestato, benché poco conosciuto

##### Asia Centrale
- Insediamento dei Tocari nel Bacino del Tarim, e degli Indoari in Battriana (nomadi indoeuropei allevatori di cavalli)
- Segni di decadenza della Civiltà della valle dell'Indo- (dal 1900 a.C. fino al 1700 a.C.). Dal 1700 a.C. circa, India: Cultura tardo Harappiana nella Civiltà della valle dell'Indo (fino al 1300 a.C.)
  - A questa epoca (2000 aC. - 1500 aC.) dovrebbe risalire la stesura dei libri Vedici
- Cina
  - Cina: Cultura "vecchio stile del Pacifico" in Cina: Primo substrato delle culture storiche. Imperatori della dinastia Xia, poi dal 1675 a.C. dinastia Shang e Chou fino al 1040 a.C.

#### Europa

##### Antica Grecia
- Inizio del periodo Medio Minoico I o Protopalaziale a Creta - comparsa della scrittura alfabetica (Lineare A), la costruzione dei primi palazzi a Cnosso ed a Festo e l'inizio della ceramica policroma. Dal 1700 a.C. periodo Medio Minoico III o Protopalaziale III a Creta (Probabile terremoto a Cnosso), tutti i palazzi di Cnosso e Festo vengono ricostruiti: ha inizio il periodo di massima potenza della civiltà minoica e della supremazia di Cnosso sull'isola). Circa nel 1630 a.C., eruzione del vulcano di Santorini e distruzione del palazzo di Cnosso ha inizio la decadenza della civiltà Minoica, decadenza della civiltà egea, inizio del periodo Tardo Minoico I o Neopalaziale I a Creta (prima fase del tardo minoico, alcuni palazzi vennero nuovamente distrutti, forse con la sola eccezione di quello di Cnosso.
- Presunta fondazione di Micene e dei suoi palazzi per opera dei minoici
- Periodo (II) Elladico medio in Grecia (fino al 1600 a.C.) e Cicladico medio nell'Egeo (fino al 1450 a.C.).
- Migrazione di popoli Achei di origine indoeuropea in Grecia (Attica e Peloponneso)
- Dal 1700 a.C., primi insediamenti ad Atene, Sparta e Micene e prime tracce della Civiltà micenea in Grecia.

##### Italia
- dal 1700 a.C. circa: Cultura di terramare in Italia settentrionale (fino al 1300 a.C.)
- Sardegna: Inizio della Civiltà nuragica (1700/1500 a.C. circa fino al II secolo d.C.)

##### Francia
- Cultura calcolitica di Fontbuisse (Linguadoca orientale)

##### Europa centrale
- Primi insediamenti di popolazioni indoeuropee (Germanici) in Germania e Polonia
- Ucraina: dal 1600 a.C. Cultura di Srubna (forse Cimmeri) (fino al 900 a.C.)

### Cronologia sintetica

#### 2000 a.C. - 1901 a.C.
- c. 1995 a.C. - Sanktauef (Montuhotep III) 78º faraone - XI Dinastia (riapertura della pista carovaniera verso il Mar Rosso, ripresa dei commerci con la terra di Punt)
- c. 1990 a.C.
  - Palestina: Secondo il racconto biblico, intorno a questa data convenzionale si colloca il primo Esodo Ebraico al seguito di Giacobbe (figlio di Isacco) verso l'Egitto
  - Francia: Cultura calcolitica di Verazien (Linguadoca occidentale)
- c. 1985 a.C.
  - Sale al trono in Cina il mitico Imperatore Zhu Xia (7º Dinastia Xia)
- c. 1983 a.C. - Nebtawy (Montuhotep IV) 79º faraone - Ultimo sovrano della XI Dinastia.
- c. 1976 a.C. - Sehetepibtawy (Amenemhat) 80º faraone - Primo sovrano della XII Dinastia
- c. 1968 a.C. - Sale al trono in Cina il mitico Imperatore Huai Xia (8º Dinastia Xia)
- c. 1935 a.C. - Lipit-Ishtar 5º Re Amorrita della I dinastia di Isin (Ricostruzione di Ur, Codice di Lipit-Ishtar)

#### 1900 a.C. - 1801 a.C.
- c. 1900 a.C.
  - Terza rinascita del regno di Mari, Isidagan primo governatore.
  - Periodo di Troia V (Distruzione di Troia)
  - Segni di decadenza della Civiltà della valle dell'Indo - (fino al 1700 a.C.)
- c. 1895 a.C. - Primo Re conosciuto di Babilonia, Sumu-Abum
- c. 1872 a.C. - Netjerkheperu (Sesostris III) 84º faraone - XII Dinastia (Il principale contributo di questo sovrano alla stabilità dello stato fu la profonda riforma interna che portò all'abolizione dei distretti provinciali (nomoi).
- c. 1860 a.C. - Sargon I 8º Re dell'Assiria (Antico Regno)
- c. 1854 a.C. - Grave inondazione del Tigri e dell'Eufrate provoca grossi problemi a Larsa.
- c. 1852 a.C. - Abau (Amenemhat III) 85º faraone - XII Dinastia (Il regno di Amenemhat III può essere considerato il momento di massimo splendore e potenza del Regno Medio.
- c. 1850 a.C.
  - Regno indipendente in Elam detto di Anshan e Susa, ad opera di Eparti III.
  - Inizio del periodo Medio Minoico II o Protopalaziale II a Creta.
  - Periodo (II) Elladico medio in Grecia (fino al 1600 a.C.) e Cicladico medio nell'Egeo (fino al 1450 a.C.).

#### 1800 a.C. - 1701 a.C.
- c. 1800 a.C.
  - Periodo di Troia VI
- c. 1794 a.C.
  - Fine del Medio Regno dell'Egitto e inizio del Secondo periodo intermedio dell'Egitto
  - XIII Dinastia: (1794 a.C. - 1630 a.C.) 48 Faraoni dall'88º al 135º
  - XIV Dinastia: (1794 a.C. - 1630 a.C.) 70 Faraoni dal 136º al 206º Faraone
- c. 1792 a.C. - Hammurabi 6º Re di Babilonia fino al 1749 a.C.
- c. 1790 - Primi Regni leggendari Hittiti in Anatolia - Si affiancano ai regni autoctoni Hatti, ed ai regni Luvi e Palaici, si ricordano alcuni mitici Re come Pithana (1790 a.C.) Anitta (1770 a.C.). La loro prima capitale fu Kuššara poi Kaneŝ.
- c. 1780 a.C.
  - Ishme-Dagan I 12º Re amorreo dell'Assiria (Antico Regno) - Dal 1760 a.C., il Regno perde la sua indipendenza, occupato dall'Impero babilonese
  - Zimri-lim 3º Re di Mari: morto Shamshi-Adad I, Re Assiro, elimina il figlio Jasma-adad e ripristina la dinastia indipendente
- c. 1763 a.C.
  - Fine della dinastia di Larsa e inizio della dominazione di Babilonia in Mesopotamia
  - Fine della civiltà dei Sumeri
- c. 1759 a.C. - Distruzione finale di Mari ad opera di Hammurabi
- c. 1720 a.C.
  - Prima dinastia Cassita indipendente, fondata da Gandash (I Cassiti, popolo di origine sconosciuta, provenivano dai Monti Zagros in Iran nord-occidentale, e attaccarono in questo periodo Samsu-iluna 7º Re di Babilonia).
  - Inizio delle invasioni Hyksos in Egitto (popoli Semiti che introducono in Egitto l'uso del cavallo, del carro da guerra, del bronzo e nuove armi)

#### 1700 a.C. - 1601 a.C.
- c. 1700 a.C.
  - Nubia: Il Regno di Kush annetté un'intera area situata all'incirca presso le attuali città di Dongola e di Atbara nell'odierno Sudan.
  - Antica Grecia:
    - Inizio del periodo Medio Minoico III o Protopalaziale III a Creta (Probabile terremoto a Cnosso, tutti i palazzi di Cnosso e Festo vengono ricostruiti: ha inizio il periodo di massima potenza della civiltà minoica e della supremazia di Cnosso sull'isola).
    - Primi insediamenti ad Atene, Sparta e Micene e prime tracce della Civiltà micenea in Grecia.

  - Italia: Cultura di terramare in Italia settentrionale (fino al 1300 a.C.)
  - Italia: Sardegna: Inizio della Civiltà nuragica (1700/1500 a.C. circa fino al II secolo d.C.)
  - India: Cultura tardo Harappiana nella Civiltà della valle dell'Indo (fino al 1300 a.C.)
- c. 1680 a.C.
  - Primo imperatore ittita, Labarna I, nella città di Kuššara in Anatolia - Inizio dell'Antico Regno Ittita (fino al 1500 a.C. - Kuššara, da regno cittadino, divenne capitale di uno Stato regionale abbastanza vasto, che toccava forse il Mar Mediterraneo.
- c. 1675 a.C.
  - Inizio della Dinastia Shang in Cina
  - Sviluppo dei primi sistemi di scrittura cinese
  - Sale al trono in Cina il mitico Imperatore Shang Tang (1º Dinastia Shang)
- c. 1674 a.C.
  - XV Dinastia: (1674 a.C. - 1540 a.C.) 7 Faraoni -comprende quei sovrani, di stirpe semitica, che governarono quasi tutto l'Egitto da Avaris.
- c. 1650 a.C.
  - Regno Fenicio indipendente a Biblo: attestazioni di prime scritture alfabetiche riportanti il nome del Re Shaphatba'al.
  - Antico Egitto: lo scriba Ahmes scrive il Papiro di Rhind.
  - Hattušili I 2º Re dell'antico Impero hittita - Trasferimento della capitale ad Ḫattuša
  - Sale al trono in Cina l'Imperatore Da Ding (2º Dinastia Shang) -Seguono altri 29 sovrani fino al 1046 a.C.
- c. 1630 a.C. -Eruzione del vulcano di Santorini e distruzione del palazzo di Cnosso -Inizio di decadenza della civiltà Minoica, decadenza della civiltà egea
- c. 1626 a.C. - Samsu-Ditana 11º e Ultimo Re di Babilonia della I Dinastia infatti nel 1595 a.C., le armate Ittite comandate dal Re Muršili I invaderanno Babilonia.
- c. 1620 a.C.
  - Muršili I 3º Re dell'antico Impero hittita
  - XVII Dinastia: (1620 a.C. - 1525 a.C.) - 16 Faraoni - 229º-244º Faraone - La XVII dinastia egizia, inquadrabile del secondo periodo intermedio, raccoglie i principi di Tebe che governarono sull'Alto Egitto in una prima fase, come tributari dei sovrani della XV dinastia, per giungere con l'ultimo sovrano, Kamose, a ristabilire il potere su tutto l'Egitto.

#### 1600 a.C. - 1501 a.C.
- c. 1600 a.C.
  - Vicino Oriente
    - Inizio del dominio ittita nella regione del Mar Mediterraneo orientale: Conquista di Aleppo

  - Antica Grecia:
    - Inizio del periodo Antico Miceneo in Grecia(o Periodo (III) tardo Elladico), fino al 1500 a.C.

  - Ucraina: Cultura di Srubna (forse Cimmeri) (fino al 900 a.C.)
- c. 1595 a.C.
  - Fine della dominazione di Babilonia in Mesopotamia, sconfitta dal Re Ittita Muršili I e inizio della dominazione cassita in Mesopotamia meridionale, che continuerà fino al 1157 a.C.
- c. 1581 a.C. - Secondo la tradizione, in questa data si insediò il leggendario Cecrope, primo Re di Atene
- c. 1550 a.C.
  - Inizio del periodo Tardo Minoico I o Neopalaziale I a Creta (prima fase del tardo minoico, alcuni palazzi vennero nuovamente distrutti, forse con la sola eccezione di quello di Cnosso. Ha inizio la decadenza della Civiltà minoica).
- c. 1530 a.C. - Shuttarna I (1530 a.C.-1510 a.C.), primo re attestato, benché poco conosciuto di Mitanni.

## 1500 a.C. - 1001 a.C.
La cronologia particolareggiata si trova alla pagina Cronologia della storia antica (1500 a.C. - 1001 a.C.) qui è presente un breve riassunto degli eventi di questi cinque secoli con alcune date particolarmente significative.
in questi 500 anni:

### Tabella geografica
In questi 500 anni:
da sottolineare il periodo attorno al 1200 a.C. con la cosiddetta invasione dei popoli del Mare che porterà notevoli conseguenza politiche sia nel vicino oriente che in Grecia che nel Nordafrica.

#### Africa

##### Antico Egitto
In questi anni è compreso tutto il periodo della storia egizia detto Nuovo Regno che va dal 1530 a.C. al 1080 a.C. e comprende le dinastie XVIII, XIX e XX secondo la cronologia di Manetone. I faraoni più importanti di questo periodo saranno: Thutmose III che il 1457 a.C., 16 aprile, vinse la I Battaglia di Megiddo; 1355 a.C. Amenhotep IV (Akhenaton) detto il faraone eretico per la riforma religiosa che tentò di attuare; 1342 a.C. - Ankhtkheperura (Merit-Aton, Nefertiti?); 1335 a.C. Tutankhamon (Rathotis); 1290 a.C. - Seti (Sethos); 1278 a.C.Ramesse II (Ramsete II).

#### Asia

##### Vicino Oriente
- Espansione del Regno Hurrita di Mitanni in Siria, per opera di Re Barattarna (1510 a.C. -1480 a.C.). Il regno confinava con il regno di Egitto a ovest (in Siria), con il regno Ittita a nord, con il regno Babilonese Cassita a sud e con la futura potenza assira ad est. Raggiunse l'apice della sua espansione nel 1430 a.C. circa con la conquista dell'Assiria grazie all'alleanza con l'Egitto. Nel 1385 a.C. l'Assiria si liberò dalla dominazione di Mitanni. Il regno ormai indebolito cadde alternativamente sotto il controllo ittita e quello assiro fino a venire definitivamente incorporato nel regno assiro nel 1250 a.C. come provincia dal nome Hanilgalbat
  - Barattarna 1º Re di Mitanni (Durante il regno di Thutmose III in Egitto, truppe egiziane attraversarono l'Eufrate ed entrarono nel cuore del territorio di Mitanni. A Megiddo, combatterono contro un'alleanza di 330 principi siriani e capi tribali, sotto il comando del governatore di Kadesh).
- nel 1300 a.C. Comparsa del primo alfabeto ad Ugarit (Siria)
- Insediamenti di nomadi Aramei in Siria dal 1400 a.C.
- Anatolia: in questi secoli l'impero ittita raggiunge la sua massima espansione fino al 1200 a.C., dopo la seconda battaglia di Kadesh, quando entrerà in rapida crisi per lo scontro con i popoli del Mare
  - Ittiti - Antico Regno Ittita - la fase di transizione detta Medio Regno Hittita (fino al 1430 a.C.) con 6 Re non viene ormai più riconosciuta - segue il periodo storico detto del nuovo regno con Tudhaliya I/II 1º Re Ittita (l'evento più famoso del suo regno fu la conquista del territorio di Assuwa). Con Šuppiluliuma I (ca. 1355 a.C. - 1322 a.C.), 5º Re Ittita del nuovo regno, nel 1358 a.C., il regno Ittita entra nell'epoca imperiale propriamente detta. Nel 1274 a.C. il re Muwatalli II (ca. 1295-1272) si scontrò con il faraone egiziano Ramesse II nella II Battaglia di Qadesh. La fine degli Ittiti, attorno al decennio degli anni 1180-1170 a.C., fu determinata dagli attacchi dei cosiddetti popoli del mare. Alla dissoluzione dell'impero ittita sopravviveranno solo alcuni staterelli indipendenti. Stati neo-ittiti saranno presenti in Siria (Karkemiš, Hattina), in Cilicia (Que, Hilakku), nell'alto Eufrate (Kummuh, Melid, Gurgum) e in Cappadocia (Tabal, che è l'unico di una certa estensione) e saranno assoggettati dall'assiro durante il regno di Tiglatpileser III nel 743 a.C. e di Sargon II tra il 740 a.C. e il 710 a.C.

- Armenia: Confederazione fra i Regni di Hayasa (Armeni) e Azzi (Urartu) (Regno di Hayasa-Azzi) in Armenia
- Persia
  - Elam - Kutirnakhunte II 10º e ultimo Re di Elam (2º Dinastia - Estinzione della dinastia indipendente)
    - Probabile insediamento dei Medi in Iran nordoccidentale
- Assiria - dal 1480 a.C. Medio Regno dell'Assiria, fino al 932 a.C. Nel 1385 l'Assiria si libera dalla dominazione di Mitanni e comincia ad imporsi come impero egemone.

##### Asia Centrale
- Cultura pastorale di Karasuk (fino al 700 a.C.) -Popolazioni mongole nomadi di allevatori di cavalli
- India: Periodo vedico I in India (Periodo rigvedico): - Invasione di popolazioni Ariane di stirpe indoeuropea e tramonto della Civiltà della valle dell'Indo - Compilazione raccolta di inni religiosi scritti in una forma arcaica di sanscrito, classificati come uno dei quattro principali testi induisti, i Veda. Le divinità preponderanti in questi inni sono Indra, Agni e Soma (fino al 1200 a.C.)
- Cina: Produzione su larga scala di vasellame e armi in bronzo durante il periodo Shang
- Birmania: Cultura astronesiana dei Mon.

#### Europa

##### Antica Grecia
- in questi 500 anni si conclude l'epopea dalla civiltà minoica e micenea, travolta quest'ultima dalle invasioni di popoli dal nord, gli Achei
  - Dal 1500 a.C. al 1400 a.C. periodo Medio Miceneo in Grecia (Basi commerciali micenee in Italia meridionale, Lazio e Spagna) seguito dal periodo detto Tardo Miceneo fino al 1100. Comparsa della scrittura Lineare B tipica micenea e involuzione dello stile ceramico.
  - Dal 1425 a.C. periodo Tardo Minoico II o Postpalaziale a Creta fino al 1100 a.C. e periodo tardo Cicladico nell'Egeo
  - Dal 1200 a.C. gli Achei penetrano in Grecia, sovrapponendosi ai Micenei

##### Italia
- Cultura dei Camuni in Valcamonica (Lombardia) (fino al 100 a.C.)
- Cultura dei Castellieri in Friuli, Venezia Giulia, Istria, Dalmazia e Slovenia (fino al 300 a.C.)
- Cultura Eneolitiche Italiche appenniniche (Gualdo, Rinaldone, Laterza, Cellino San Marco, Conelle, Ortucchio, Remedello) -koinè formatasi dall'unione di agricoltori neolitici indigeni e cercatori di minerali di Civiltà mediterranea. Inizialmente agropastorale, si caratterizzerà come prevalentemente pastorale verso il 1400 a.C. (per via di un clima più freddo e oceanico), per poi ritornare mista verso il 1300 a.C.

##### Europa Occidentale
- Culture protoceltiche in Germania settentrionale e Francia orientale
- Età del Bronzo media in Europa occidentale, dovuta a popolazioni indoeuropee protoceltiche. Originatasi in Svevia, si estenderà verso nord e verso ovest fino a raggiungere la regione parigina, nel 1300 a.C.

##### Europa centrale ed Europa settentrionale
Inizio della Cultura dei campi di urne dal 1400 a.C. circa
- Malta: dal 1400 a.C. Inizio dell'Età del bronzo antico

#### Americhe
- - Inizio della civiltà Zapotechi in Messico

### Cronologia sintetica

#### 1500 a.C. - 1401 a.C.
- c. 1458 a.C. - Thutmose III (Memphres) 251º Faraone - XVIII Dinastia - Thutmose III fu uno dei sovrani di maggior spicco della storia dell'Egitto; durante il suo lungo regno le tendenze imperialistiche, già presenti sotto i suoi predecessori, ebbero un notevole impulso. Le campagne nell'area siro-palestinese (quattordici riportate ma in realtà forse 18) comportarono la conquista di Megiddo e la distruzione (più volte ripetuta) di Qaddesh sul fiume Oronte.
- c. 1457 a.C., 16 aprile - Battaglia di Megiddo fra il faraone egizio Thutmose III, appartenente alla XVIII dinastia (Nuovo Regno) e una coalizione di 330 principi canaaniti guidati dal re di Kadesh, con prevalenza di forze del Regno di Mitanni. La battaglia venne vinta dagli egizi.
- c. 1451 a.C. - Il Faraone Thutmose III sbaraglia sollevazioni a Qadesh e Tunip, consolida l'Impero e ne impone con una stele gli estremi confini sull'Eufrate a est e a Napata a nord. In seguito (1447 a.C.) organizza i domini, affidando le cariche di Governatore ai principi locali, sulle province di Amurru, Canaan e Upa.
- c. 1450 a.C.
  - Thutmose III conquista il Regno di Kerma in Nubia
  - Inizio del periodo Tardo Minoico II o Neopalaziale II a Creta, dal 1450 a.C.
  - Inizio del periodo tardo Cicladico nell'Egeo.
- c. 1430 a.C.
  - Tudhaliya I/II 1º Re Ittita del nuovo regno (l'evento più famoso del suo regno fu la conquista del territorio di Assuwa).

#### 1400 a.C. - 1301 a.C.
- c. 1400 a.C.
  - Antica Grecia
    - Inizio del periodo Tardo Minoico III o Neopalaziale III a Creta, fino al 1050 a.C. (Fine della civiltà minoica: Invasione di popolazioni achee, comparsa della scrittura Lineare B tipica micenea e involuzione dello stile ceramico.
    - Inizio del periodo Nuovo Miceneo in Grecia. La Grecia micenea è divisa in regioni politiche: 1) l'Argolide che comprende due regni (Micene e Tirinto), 2) la Messenia, 3) l'Attica (Atene), 4) la Beozia divisa fra i regni di Tebe ed Orcomeno, 5) la Tessaglia (Iolco)[44].

  - Malta: Inizio dell'Età del bronzo antico
  - Europa centrale, Europa Settentrionale: Inizio della Cultura dei campi di urne
- c. 1388 a.C. - Amenhotep III (Tuthmosis) 254º Faraone- XVIII Dinastia -salì al trono che era ancora un bambino, venne aiutato e guidato da un consiglio di reggenza, del quale fece sicuramente parte la madre, che governò in suo nome per almeno una decina d'anni.
- In Cina governo della Dinastia Zhou orientale conosciuto anche come Periodo delle Cento Scuole. Periodo delle primavere e degli autunni (dal 771 a.C. al 454 a.C.)-Prende il nome dalle cronache di quel tempo, gli Annali delle primavere e degli autunni, tradizionalmente attribuiti a Confucio.
- In Giappone: Occupazione progressiva da parte di popolazioni Tunguse(provenienti dalla Corea) e Protomalesi che soppiantano le preesistenti popolazioni indoeuropee Ainu
- c. XVIII Dinastia -Figlio di Amenhotep III e di Tyi questo sovrano è passato alla storia come il faraone eretico per il tentativo di sostituire, in conflitto con il potente clero tebano, il dio Amon con una nuova divinità, il dio Aton, nel ruolo di divinità protettrice della regalità.
- c. 1342 a.C. - Ankhtkheperura (Merit-Aton, Nefertiti?)
- c. 1335 a.C. - Tutankhamon (Rathotis) 258º Faraone- XVIII Dinastia
- c. 1330 a.C.
  - Kurigalzu II ricostruisce la città di Ur, distrutta dal Re Babilonese Samsu-iluna nel 1735 a.C.
- c. 1320 a.C. - Muršili II (1320 - 1285 a.C.) 8º Re Ittita del nuovo regno.

#### 1300 a.C. - 1201 a.C.
- c. 1300 a.C.
  - Vicino Oriente: Comparsa di un alfabeto di 22 lettere a Ugarit, dal quale deriveranno gli alfabeti greco, etrusco, latino, indiano e arabo.
  - Antico Egitto: Inizio della cattività ebraica
- c. 1290 a.C. - Seti (Sethos) 262º Faraone- 2º della XIX Dinastia -Fu il primo sovrano ad occuparsi nuovamente dell'influenza egiziana nel Vicino Oriente.
- c. 1286 a.C. - Prima Battaglia di Qadesh tra egizi ed hittiti: Il primo scontro avvenne nei pressi di Kadesh fra Seti I e Muršili II, vide probabilmente prevalere gli egiziani.
- c. 1278 a.C., 31 maggio - Ramesse II (Ramsete II) 263º Faraone- 3º della XIX Dinastia.
- c. 1274 a.C. - Seconda Battaglia di Qadesh tra egizi ed hittiti: Muwatalli, affiancato dal fratello Hattušili III, decise nuovamente di riprendere la guerra contro gli egizi, già portata avanti dal padre Muršili II e riuscì a formare una coalizione composta da un gran numero di tribù locali. Formavano un esercito composto da 30.000 soldati e 3.000 carri, mentre l'esercito egizio era invece formato da 20.000 fanti e 2.500 carri da guerra.
- c. 1273 a.C.
  - Fine del Regno di Mitanni, sconfitto da Shalmanassar I re dell'Assiria.
- c. 1260 a.C. - Shalmanassar I trasferisce la capitale da Assur a Kalakh, sul lago di Van (Armenia)
- c. 1250 a.C.
  - Vicino Oriente
    - Secondo il racconto biblico, in questo periodo dovrebbe avvenire il mitico Esodo degli Ebrei dall'Antico Egitto verso la Terra promessa.

  - Antico Egitto: in questo periodo si fa convenzionalmente risalire l'edificazione del tempio di Abu Simbel e del Ramesseum, ordinata da Ramesse II.
  - Asia Minore: I Lidi, vassalli degli Ittiti, si insediano in Lidia (Turchia centro-occidentale, nei pressi di Smirne)
  - Antica Grecia: Periodo di Troia VII (La distruzione della città di Troia VI dovrebbe essere avvenuta a causa di un terremoto.)
  - Italia: Insediamenti protoitalici in Italia settentrionale e centrale
  - Ucraina: Insediamento dei Cimmeri (guerrieri nomadi a cavallo indoeuropei) fino al 750 a.C. -Si sovrapporranno ai già preesistenti Sarmati e fonderanno un potentato nello stretto di Kerc
  - Perù: Cultura ceramica di Guanape (valle del Chichama e regione costiera a sud), fino all'850 a.C.
- c. 1250 a.C. - il regno di Mitanni viene definitivamente incorporato nel regno assiro come provincia dal nome Hanilgalbat
- c. 1235 a.C. - Babilonia è governata dagli Assiri, fino al 1228 a.C. Il Re assiro Tukulti-Ninurta assume il titolo di 29º Re di Babilonia.
- c. 1213 a.C., 1º settembre - Merenptah (Amenophis) 264º Faraone- 4º della XIX Dinastia
- c. 1210 a.C. - Conquista della terra di Canaan da parte degli Ebrei, guidati da Giosuè
- c. 1207 a.C.
  - Šuppiluliuma II 13º e ultimo Re Ittita del nuovo regno -figlio di Tudhalia IV, fu l'ultimo re a noi conosciuto dell'Impero ittita. Egli governò dal 1207 a.C. al 1170 a.C. circa.

#### 1200 a.C.]- 1101 a.C.
- c. 1200 a.C.
  - Vicino Oriente
    - Libano: Sviluppo della colonizzazione fenicia e loro indipendenza dall'Egitto. Sidone viene distrutta da incursioni dei popoli del Mare, i sopravvissuti fonderanno poi Tiro
    - Palestina: Periodo dei 12+2 Giudici biblici in Terra promessa (fino al 1022 a.C.) -Nell'ordine: Otniel, Eud, Samgar, Debora, Gedeone, Tola, Iair, Iefte, Ibsan, Elon, Abdon, Sansone, Eli, Samuele

  - Asia minore:Insediamenti di popolazioni Illiriche (protofrigi)
  - Antica Grecia
    - Invasione dei popoli del Mare sulle coste della Grecia e a Creta - Declino della civiltà micenea in Grecia. Distruzione dei palazzi di Pilo, Micene, Tirinto e Tebe ma non di Atene e Iolco. Nelle successive ricostruzioni si nota la presenza di strutture difensive (fortificazioni) soprattutto verso il mare.
    - Invasione dei Dori fino al Peloponneso
    - Inizio dell'Età oscura in Grecia: crisi dell'economia palaziale, scomparsa della scrittura, scomparsa del commercio su lunghe tratte, semplificazione della produzione di ceramiche, perdita delle capacità tecniche ed architettoniche con semplificazione dell'arte funeraria. Sviluppo di una società decentralizzata[45]. Durerà fino al X secolo a.C.

  - Italia
    - Fondazione di Trapani da parte degli Elimi (popoli del mare?). Contende con Cuma il primato di più antica città d'Italia
    - Insediamenti Protoilliri e protoveneti in Adriatico settentrionale, Penisola balcanica, Dalmazia, Creta, Puglia e Sicilia

  - Europa Centrale: Cultura celtica di La-Tène o dei campi d'urne: Il rito funebre della cremazione (tipicamente indoeuropeo) sostituisce progressivamente quello dell'inumazione (tipico della Civiltà mediterranea)
  - India: Inizio Periodo vedico II -Età del ferro, Periodo Mantra o Black and red ware culture- (fino al 900 a.C.)
  - Cina: Nell'Impero Shang è attestato l'uso del carro da guerra
  - Messico:
    - Inizio della civiltà Olmeca di San Lorenzo, nel Messico Centrale, fino al 900 a.C.
    - Inizio della civiltà mixteca, nel periodo preclassico medio in Mesoamerica

  - Perù: Culture ceramiche (irrigazione, coltivazioni a terrazzamenti, templi della valle di Rimac)
- c. 1196 a.C. - Data tradizionale della Guerra di Troia (secondo Tucidide). Inizio del Periodo di Troia VII -B1
- c. 1191 a.C. - Periodo di anarchia in Antico Egitto, in cui sembra non ci siano stati Faraoni (fino al 1185 a.C.)
- c. 1182 a.C. - Ramesse III (Ramsete III) 268º Faraone- 2º della XX Dinastia -A Ramesse III viene attribuita una profonda riforma nella struttura dell'esercito che viene riorganizzato su corpi separati:fanteria, carri da guerra, mercenari, ausiliari, reparti di sussistenza.
- c. 1175 a.C.
  - I Filistei, popolazione appartenente ai popoli del Mare, si insediano sulla costa palestinese (da cui il nome della terra: Philistin=Palestina)
  - Nell'anno ottavo di regno di Ramesse III il pericolo venne da est: il movimento di genti, dette Popoli del Mare, composte da eserciti seguiti dalla popolazione su carri trainati da buoi, dopo aver abbattuto le difese hittite, distrutto le città di Karkemish e Ugarit, devastato la Palestina ed occupato Cipro, giunse alle porte dell'Egitto.
- c. 1171 a.C.
  - Un ulteriore pericolo per l'Egitto giunse, durante l'11º anno di regno, ancora una volta dal deserto libico ed ancora una volta Ramesse III riuscì a respingere gli invasori.
- c. 1170 a.C.
  - Distruzione dell'impero hittita a opera dei popoli del Mare (Danai, Achei, Filistei, Shardana)
  - Primi regni indipendenti in Frigia (Turchia centrale, presso Ankara)
  - Kunzi-Teshub, re del Karkemiš prese il titolo di "Grande Re" (dell'impero Hittita), essendo un discendente di Šuppiluliuma I.
  - Primo Sciopero della storia in Antico egitto:incrociarono le braccia i lavoratori del villaggio di Deir el-Medina preposti allo scavo ed alla decorazione delle tombe reali della Valle dei Re
- c. 1160 a.C.
  - Debora (Bibbia) IV Giudice biblico e profetessa d'Israele (fino al 1121 a.C.).
- c. 1157 a.C.
  - Fine della dinastia cassita in Babilonia
- c. 1150 a.C. - Inizio del Periodo di Troia VII -B2 (Troia è ricostruita da popolazioni provenienti dai Balcani, probabilmente protofrigi o lidi)
- c. 1125 a.C.
  - Nabucodonosor I 4º Re II Dinastia di Isin e dal 1110 a.C. Re di Babilonia (V Dinastia) -attaccò direttamente l'Elam, provocando una prima significativa scossa con il primo attacco e arrivando alla capitale Susa con il secondo.
- c. 1122 a.C. - Inizio del periodo Kija in Corea (storicamente più documentato del precedente leggendario periodo Dangun (dal 2333 a.C.) - Primo Re fu Kija, Principe imperiale cinese (dinastia Shang), che favorì l'importazione della cultura cinese e il relativo sviluppo del precedente Regno di Choson.
- c. 1120 a.C.
  - Gedeone (Bibbia) V Giudice biblico.
- c. 1115 a.C. - Tiglath-Pileser I 53º Re dell'Assiria -Attraversò l'Eufrate conquistò il Karkemish, sconfisse i Mushki (i Meshech dell'Antico Testamento) arrivando fino al lago di Van
- c. 1111 a.C. - Amenhotep, Primo Profeta di Amon, si fece rappresentare, in un rilievo, con la stessa statura del sovrano violando così l'ancestrale gerarchia iconografica e sottintendendo una uguale dignità.
- c. 1102 a.C. - l'Agìade Euristene e l'Euripontide Procle primi mitici re di Sparta.

#### 1100 a.C. - 1001 a.C./
- c. 1100 a.C.
  - Sviluppo del primo alfabeto fonetico presso i Fenici
  - Inizio del periodo Tardo Miceneo III in Grecia - Decadenza della civiltà micenea (Periodo submiceneo, fino a verso il 1015).
  - Inizio del periodo detto Medioevo ellenico o dei secoli oscuri in Grecia: si apre con l'invasione dei Dori e il declino della civiltà micenea e si prolunga fino alla nascita delle poleis e all'età di Omero (VIII secolo a.C.).
  - In Spagna, Coloni Fenici di Tiro fondano sulla costa mediterranea le città di Gadir e di Utica.
- c. 1099 a.C. - Ramesse XI (Ramsete XI) 276º Faraone- 9º e Ultimo della XX Dinastia e del Nuovo Regno -Durante il lungo regno, 27 anni, di questo sovrano si ebbe la definitiva rottura dell'unità politica dell'Egitto con il distacco della regione intorno a Tebe.
- c. 1089 a.C. - Codro 17º ed ultimo re di Atene. Codro è considerato simbolicamente l'ultimo re di Atene.
- c. 1081 a.C.
- In Egitto, si consumò La frattura definitiva con il potere centrale, nel 18º anno di regno di Ramesse XI, quando Herihor proclamò la Weehann-meswe (Ripetizione delle nascite), ossia l'inizio di una nuova era e cominciò a datare i suoi atti in base a questa.
  - Dinastia dei Primi Profeti di Amon (fino al 770 a.C.) a Tebe. 21 Sovrani: Herihor, Payankh, Pinedjem I, Masuharte, Djedkhonsuefankh, Menkheperra, Nisubanebdjed, Pinedjem II, Psusennes III - Iuput, Sheshonq C, Iuwlot, Smendes III, Horsaset?, ..dju.., Nimlot II, Osorkon B, Horsaset (II), Takelot, Takelot III
- c. 1080 a.C. - Le popolazioni nomadi degli Aramei invadono a più riprese Assiria e Babilonia, fiaccandone la resistenza
- c. 1069 a.C.
  - Hedjekheperra-setepenra (Smendes) 277º Faraone- 1º della XXI Dinastia e del Terzo periodo intermedio
  - Inizio del Terzo periodo intermedio dell'Egitto (fino al 656 a.C.)
  - Inizio della XXI dinastia egizia (fino al 945 a.C.), che aveva potere in Basso Egitto, e della Dinastia dei Primi Profeti di Amon (fino al 770 a.C.), che avevano il potere in Alto Egitto, a Tebe.
- c. 1060 a.C. - Sansone XII Giudice biblico.
- c. 1059 a.C. - l'Agìade Agide I e l'Euripontide Soo re di Sparta. Algide I sarà il conquistatore della città di Elos a pochi chilometri da Sparta. Gli abitanti saranno ridotti in schiavitù e da Elos deriverà il termine Iloti
- c. 1050 a.C.
  - Ashurnasirpal I 59º Re dell'Assiria (II Medio regno)
  - Regno indipendente fenicio a Biblo: primo Re fu Ahiram
  - Presa della città sacra di Silo da parte dei Filistei agli Israeliti, ai quali viene asportata anche l'Arca dell'Alleanza
  - A Creta, fine del III Periodo tardominoico o postpalaziale e della Civiltà minoica (probabilmente per invasioni di popolazioni di Dori).
  - Fondazione mitica di Cuma in Campania, secondo Girolamo
- c. 1046 a.C.
  - Di Xin, l'ultimo re della dinastia Shang, si suicidò dopo la disfatta del suo esercito ad opera della Dinastia Zhou.
  - Inizio della Dinastia Zhou occidentale in Cina
  - Zhou Wuwang primo Re della Dinastia Zhou occidentale in Cina (formò molti piccoli feudi che diede ai suoi fratelli e generali)
- c. 1042 a.C. - Zhou Chengwang 2º Re della Dinastia Zhou occidentale in Cina (Stabilì la capitale a Luoyang, e represse una rivolta guidata dal fratello Chin.
- c. 1025 a.C. - Simbar-Shipak 1º Re della Dinastia dei Paesi del mare e di Babilonia, vassalli dei Re di Assiria (V Dinastia)
- c. 1022 a.C. - Saul Primo Re di Israele
- c. 1021 a.C. - Zhou Kangwang 3º Re della Dinastia Zhou occidentale (continuò la politica del padre espandendo il regno a nord e est: Il suo regno fu prospero.)
- c. 1004 a.C. * Davide 2º Re di Israele

## 1000 a.C. - 501 a.C.
La cronologia particolareggiata si trova alla pagina Cronologia della storia antica (1000 a.C. - 501 a.C.) qui è presente un riassunto degli eventi di questi cinque secoli con alcune date particolarmente significative.
In questi 500 anni:

### Tabella geografica
- Nella prima parte di questo periodo gli ultimi regni Ittiti indipendenti (nati dalla dissoluzione dell'impero ittita del XII secolo a.C.) vengono definitivamente assimilati all'impero assiro.
- Si svolge tutta l'epopea del regno di Israele, dalla sua massima gloria sotto Salomone, alla divisione in due regni, alla caduta prima del regno di Israele e poi del regno di Giuda con la deportazione a Babilonia. Il re Ciro II il Grande consentirà il ritorno degli esuli giudei a Gerusalemme, dove ricostruiranno il tempio.
- L'impero Assiro giunge alla sua massima espansione sotto il re Assurbanipal per poi crollare, pochi anni dopo, sotto l'attacco congiunto dei Medi e dei Babilonesi nel 612 a.C.
- Ciro II il grande fonda l'impero Persiano
- La progressiva crisi dell'impero Egiziano si concluderà con la conquista da parte dei persiani e la trasformazione dell'Egitto in semplice satrapia dell'impero Persiano
- Una sorte simile avrà la città di Babilonia che, pur divenendo una delle tre capitali dell'impero Persiano, entra in una lenta crisi progressiva.
- La Grecia passa dai secoli bui al periodo arcaico che vedrà l'affermarsi del sistema politico delle poleis con la graduale trasformazione dei governi da monarchie assolute (il wanax miceneo) a monarchie oligarchiche (il re diviene Basileus, primo fra pari), in seguito si assisterà al diffondersi delle tirannidi e poi dei primi governi democratici. In questo periodo opereranno i grandi legislatore: Licurgo a Sparta, Solone e Clistene ad Atene. I greci in questi secoli fonderanno numerose colonie in Asia Minore e nel sud dell'Italia ed in Sicilia. Nel 776 a.C. viene tradizionalmente fissata la data della I olimpiade.
- Diffusione degli Etruschi in Italia.
- La Cultura dei campi di urne celtica si espande in tutta l'Europa
- Nel 753 viene fondata Roma ed in questi secoli si conclude la storia della Roma monarchica con l'instaurazione della repubblica nel 510 a.C.
- In Messico di diffonde la cultura Olmeca.
- In India: Periodo vedico IV -Età del ferro III, Periodo Mahajanapadas o dei 16 Regni- (fino al 325 a.C.). 565 a.C. - Nascita del Buddha (Siddhārtha Gautama) in India (M. 485 a.C.)
- In Cina governo della Dinastia Zhou orientale conosciuto anche come Periodo delle Cento Scuole. Periodo delle primavere e degli autunni (dal 771 a.C. al 454 a.C.)-Prende il nome dalle cronache di quel tempo, gli Annali delle primavere e degli autunni, tradizionalmente attribuiti a Confucio.
- In Giappone: Occupazione progressiva da parte di popolazioni Tunguse(provenienti dalla Corea) e Protomalesi che soppiantano le preesistenti popolazioni indoeuropee Ainu

### Cronologia sintetica
- c. 1000 a.C.
  - Vicino Oriente: In Israele, conflitti fra Re Davide e i figli di Saul (Isboseth)
  - Nubia: Si forma il Regno di Kush, indipendente dall'Egitto
  - Antica Grecia: Fine dell'Età oscura in Grecia e inizio dell'Alto arcaicismo. Inizio del periodo protogeometrico, affermazione delle Polis.
  - Italia
    - Età del ferro: civiltà villanoviana in Emilia, Toscana e Lazio settentrionale, Cultura laziale e Cultura di Terni in Italia centrale, Cultura Picena nelle Marche-Abruzzi, Cultura delle fosse a inumazione in Italia meridionale, Cultura di Timmari in Lucania, Cultura degli Apuli e Dauni in Puglia.
    - Toscana: Probabili migrazioni di popolazioni di Lidi dalla Turchia, che poi si ritiene che diedero origine agli Etruschi

  - Ucraina: Popoli indoeuropei (Tocari) si muovono verso Est (Kirghizistan), altri indoeuropei (Iranici) si dislocano dal Caucaso verso l'Ucraina(Sciti), e l'altopiano iranico (Medi e Persiani)
  - Asia Centrale: Insediamento di popolazioni Iraniche
  - Giappone: Occupazione progressiva da parte di popolazioni Tunguse(provenienti dalla Corea) e Protomalesi che soppiantano le preesistenti popolazioni indoeuropee Ainu
  - Messico: Periodo preclassico medio in Mesoamerica- Cultura olmeca (sviluppo di centri religiosi cerimoniali, organizzazione statuale teocratica, elementi di scrittura geroglifica, sviluppo di un calendario astronomico
- c. 990 a.C. - Unificazione di Israele sotto Re Davide.
- c. 970 a.C. - Re Salomone 3º Re di Israele
- c. 931 a.C.
  - Dopo la morte di Re Salomone, il Regno di Israele viene diviso in 2 Regni: Regno di Israele propriamente detto (a nord), e Regno di Giuda governato dalla dinastia di Davide
- c. 900 a.C.
  - Antica Grecia
    - Stanziamento definitivo dei Dori nel Peloponneso che popoleranno la città di Sparta

  - Italia
    - Lazio, Toscana e Umbria (Etruria): Prime tracce della civiltà etrusca
    - La Cultura dei campi di urne celtica si espande in tutta l'Europa

  - India: Periodo vedico III -Età del ferro II, Periodo Saṃhitā o Painted Grey Ware culture- (fino al 700 a.C.)
- c. 850 a.C. - Antica Grecia: Licurgo, mitico legislatore di Sparta, elabora la sua rigida costituzione.
- c. 835 a.C. - Nasce il Regno di Urartu, per opera di Sarduri I. Il nome corrisponde al biblico Ararat.
- c. 814 a.C. - Fondazione di Cartagine, nell'attuale Tunisia, per opera di profughi fenici di Tiro.
- c. 800 a.C.
  - Grecia: periodo arcaico.
    - Completamento degli insediamenti di Ioni, Eoli e Dori.
    - Completamento del processo di nascita delle città stato, già iniziato ad Atene e Sparta: nella maggior parte della Grecia le comunità agricole si trasformano nella Polis.
    - Evolveranno in stati federali la Macedonia, la Tessaglia, l'Epiro, l'Acarnania, l'Etolia, la Focide. In Beozia la formazione dello stato federale viene contrastata dalla volontà secessionista di alcune poleis: Platea e Tespie appoggiate da Atene.
    - Compaiono le prime iscrizioni in scrittura alfabetica, su vasi ed oggetti di terracotta.

  - Italia
    - Fase II dell'Età del Ferro

  - Europa Centrale: Cultura di Hallstatt
- 776 a.C. - Data tradizionale della I Olimpiade.
- 771 a.C.
  - Inizio della Dinastia Zhou orientale in Cina (dal 771 a.C. al 256 a.C.)-Il periodo della dinastia Zhou orientale è conosciuto anche come Periodo delle Cento Scuole
  - Inizio del Periodo delle primavere e degli autunni (dal 771 a.C. al 454 a.C.)
- 753 a.C., 21 aprile, Festa delle Palilie: Data tradizionale della fondazione di Roma. Secondo la leggenda, Romolo fonda Roma, e diventa il primo dei sette Re di Roma della città eterna. Da questa data inizia la cronologia ab urbe condita, secondo il computo varroniano, condiviso, con lievi varianti, da Catone, Polibio, Cicerone e dai Fasti capitolini e trionfali.
- 743 a.C. - Sirakia (Siracusa - Sicilia) è fondata da coloni Greci provenienti da Corinto.
- 721 a.C. - Sargon II 78º Re dell'Assiria (13º del periodo Neo-Assiro) e Re di babilonia - Nel 721 concluse vittorioso l'assedio a Samaria iniziato dal suo predecessore. Samaria fu distrutta e gli abitanti deportati.
  - Fine del Regno di Israele, che diventa una provincia dell'Impero assiro. Unico Regno ebraico indipendente è il Regno di Giuda (fino al 586 a.C.)
- 700 a.C.
  - Persia: Achemenes, concesso che sia realmente esistito, fonda la dinastia persiana degli Achemenidi.
  - Grecia riforma oplitica ad Argo.
  - Asia Centrale: Cultura del bronzo di Tagar (fino al 200 a.C.).
  - India: Periodo vedico IV -Età del ferro III, Periodo Mahajanapadas o dei 16 Regni- (fino al 325 a.C.)
- 668 a.C.
  - Assurbanipal 81º Re dell'Assiria (16º del periodo Neo-Assiro) e 17º Re della IX Dinastia di Babilonia. Lui fu probabilmente il famoso Sardanapalo descritto dai Greci.
- 650 a.C.
  - In Grecia comincia il periodo tardo arcaico che terminerà con le guerre persiane nel 478 a.C. con la fine delle guerre persiane
  - Introduzione della moneta in occidente (Lidia)
- 642 a.C. - Regno Magadha nella valle del Gange (India): Dinastia Shishunaga (fino al 424 a.C.).
- 625 a.C.
  - Ciassare re dei Medi. Seppe riorganizzare l'esercito dei medi e con l'alleato re babilonese Nabopolassar distrusse l'impero assiro.
- 621 a.C. Dracone o Draconte arconte eponimo annuale in Atene, sarà il primo legislatore dell'antica Atene.
- 612 a.C.
  - Caduta della capitale assira di Ninive. Il re assiro Sin-Shar-Ishkun (Saracos) muore sotto le rovine del suo palazzo, decretando di fatto la caduta dell'impero assiro.
- 604 a.C. - Nabucodonosor II 2º Re della X Dinastia di Babilonia.
- 594 a.C. - Solone arconte eponimo ad Atene. Poeta e giurista, elabora ad una riforma costituzionale.
- 587 a.C. - il re di Giudea Sedecia si ribella contro Babilonia nel 589, e Nabucodonosor tornò in Giudea e conquistò Gerusalemme nel luglio-agosto del 587. Fine del regno indipendente di Giuda, inizio della cattività babilonese.
- 565 a.C. - Nascita del Buddha (Siddhārtha Gautama) in India (M. 485 a.C.)
- 549 a.C.
  - Il re persiano Ciro II conquista Ecbatana capitale della Media. Medi e persiani si fonderanno in un unico popolo.
- 538 a.C. - Fine della cattività in Babilonia del popolo Ebreo sotto il re persiano Ciro II.
- 522 a.C.
  - Dario I detto il grande re persiano.
- 510 a.C.
  - Ad Atene, con l'aiuto dell'esercito spartano al comando di Cleomene I viene rovesciata la tirannide di Ippia.
  - A Roma cacciata di Tarquinio il Superbo.
- 509 a.C. - Inizio della Repubblica romana
- 508 a.C. - Clistene arconte eponimo di Atene dopo la caduta della tirannide, elabora una nuova costituzione.

## 500 a.C. - 1 a.C.
La cronologia particolareggiata si trova alla pagina Cronologia della storia antica (500 a.C. - 1 a.C.) qui è presente un riassunto degli eventi di questi cinque secoli con alcune date particolarmente significative.

### Tabella geografica
- Grecia: questi 500 anni vedono il massimo splendore della Grecia nel V secolo a.C. con l'Atene di Pericle ed il suo progressivo declino dalla fine della guerra del Peloponneso fino all'invasione Macedone. Sono anche i secoli dell'epopea di Alessandro Magno e dei regni ellenistici.
- Persia: anche l'impero persiano vede in questi secoli il suo massimo splendore con il regno di Dario I e di suo figlio Serse nonostante le sconfitte contro i greci nelle guerre persiane. Seguirà una progressiva decadenza fino alla conquista da parte di Alessandro Magno e la sua trasformazione nell'impero ellenistico dei Seleucidi fino alla sottomissione a Roma
- Roma: sono i cinque secoli della seconda Roma: la repubblica. Nel V secolo, sarà impegnata a difendere la sua sopravvivenza dai vicini, Etruschi, Latini ecc. e dai Galli. Successivamente con le guerre sannitiche espanderà verso il sud del suolo italico il suo dominio alla scopo di rendere sicure le vie per il rifornimento di cereali; questo porterà però inevitabilmente allo scontro con le colonie greche della Magna Grecia. Successivamente, l'intervento in Sicilia la porterà a scontrarsi con Cartagine durante le tre guerre puniche che avranno, soprattutto la seconda, un forte impatto demografico sulla repubblica, provocando il decadere dell'aristocrazia latifondista e l'emergere della borghesia dei commercianti. Segue l'impegno di Roma nel mediterraneo orientale con la conquista della Macedonia e della Grecia e poi dell'impero Seleucide e Tolemaico ed infine la conquista del nord Europa con l'invasione della Gallia. Personaggi di questo periodo sono Pirro re dell'Epiro, Annibale, gli Scipioni e Gaio Giulio Cesare. Questi cinque secoli si concludono con l'assassinio di Cesare e l'arrivo al potere di Ottaviano Augusto e quindi la fondazione dell'impero romano (la terza Roma).
- India: affermazione del Regno Magadha nel nord dell'India: Dinastia Nanda poi unificazione con l'Impero Maurya che dominerà tutta l'India
- Cina: tre famiglie dominanti - Zhao, Wei e Han - si divisero lo Stato di Jin dando origine a tre stati distinti poi Qin Shi Huang unificherà la Cina
- Nord America: Nascita della civiltà Maya come la conosciamo.

### Cronologia sintetica
In questi 500 anni:
- c. 500 a.C.
  - Nascita della civiltà Maya
- c. 499 a.C. - il tiranno di Mileto Aristagora ottiene l'appoggio di Atene, che invierà 20 navi, e di Eretria, che invierà 5 navi, e si ribella al dominio persiano assieme alla città di Naxo. È il principio del conflitto greco persiano.
- 496 a.C. - nasce Sofocle (Σοφοκλῆς / Sophoklễs) (Colono (demo di Atene), 496 a.C. – Atene, 406 a.C.) è stato un drammaturgo greco antico. È considerato, insieme ad Eschilo ed Euripide, uno dei maggiori poeti tragici dell'antica Grecia.
- 490 a.C.
  - Battaglia di Maratona tra Greci e Persiani. Schiacciante vittoria campale greca. Fine della prima guerra persiana.
  - In Cina, dopo la sconfitta e l'esilio del re Fuchai di Wu, il re Goujian di Yue (496 a.C.-465 a.C.) si affermò come ultimo egemone.
- 484 a.C.
  - nasce lo storico Erodoto
- 483 a.C.
  - Temistocle arconte convince gli ateniesi ad allestire una flotta utilizzando il ricavato delle miniere del Laurio. Verranno allestite oltre 200 triremi. Principio della potenza militare ateniese.
- 480 a.C.
  - Battaglia delle Termopili primi di agosto, sconfitta militare greca nonostante l'eroismo dei combattenti.
  - Battaglia di Salamina tra Greci e Persiani (23 settembre). Vittoria navale greca. Il re persiano Serse I ritirerà gran parte dell'esercito e lascerà in Grecia un grosso contingente al comando del generale Mardonio
  - nasce Euripide (in greco, Εὐριπίδης; in latino, Euripides) (Salamina, 23 settembre 480 a.C. – Pella, 406 a.C.) è stato un drammaturgo greco antico. È considerato, insieme ad Eschilo e Sofocle, uno dei maggiori poeti tragici greci.
- 479 a.C.
  - Battaglia di Platea 20 agosto. Vittoria campale greca. Morte del generale persiano Mardonio
  - la Grecia entra nella fase della sua storia detta: periodo classico
- 477 a.C.
  - grazie al lavoro diplomatico di Aristide viene fondata la Lega Delio-Attica. Il Tesoro della lega sarà conservato presso il tempio di Apollo a Delo.
  - ad Atene costruzione del porto fortificato del Pireo
- 460 a.C. - nasce lo stratega e storico Tucidide
- 454 a.C. - In Cina, tre famiglie dominanti - Zhao, Wei e Han - si divisero lo Stato di Jin dando origine a tre stati distinti.
- 424 a.C. - Regno Magadha nel nord dell'India: Dinastia Nanda (fino al 325 a.C.)
- 404 a.C. - Fine della Guerra del Peloponneso
- 325 a.C. - Impero Maurya domina tutta l'India (fino al 185 a.C.)
- 323 a.C. - Morte di Alessandro Magno
- 300 a.C. - I Sarmati (insediati nella regione del Volga) si dividono nelle 4 tribù dei Roxolani (Nord e Nord-ovest del Mar Nero), Iazigi (Romania sud-occidentale, attuale Oltenia), Aorsi
- 264 a.C.-241 - Prima guerra punica
- 221 a.C. - Qin Shi Huang unifica la Cina
- 218 a.C. - 202 a.C. - Seconda guerra punica
- 202 a.C. - Dinastia Han in Cina
- 202 a.C. - Publio Cornelio Scipione sconfigge Annibale nella Battaglia di Zama. Fine della seconda guerra punica
- 200 a.C.
  - Asia Centrale: Cultura del bronzo di Taštyk, popolazioni probabilmente miste prototurche e indoeuropee. Dopo l'anno 1 d.C., verranno assorbite nell'Impero Kushan
  - Messico: Prime tracce della cultura di Teotihuacán in (fino all'anno 800 d.C.)
- 149 a.C.-146 a.C. - Terza guerra punica; distruzione di Cartagine
- 146 a.C. - Conquista romana della Grecia
- 100 a.C. - Groenlandia: Cultura mesolitica di Dorset in Groenlandia meridionale (fino a 1200 d.C. dove fu sostituita dalla Cultura Thule)
- 49 a.C. - Guerra civile romana tra Cesare e Pompeo
- 44 a.C. - Morte di Cesare; inizio dell'Impero romano

## 0 - 476
- 0 - Data tradizionale della nascita di Gesù
- 14 - Morte di Augusto
- 33 - Data tradizionale della morte di Gesù
- 117 - Massima estensione dell'Impero romano sotto Traiano
- 220 - Caduta della dinastia Han in Cina
- 313 - Editto di Milano
- 325 o 328 - Re Ezanà di Axum si converte al cristianesimo per opera di Frumenzio.
- 378 - Battaglia di Adrianopoli, l'esercito romano è sconfitto dalle tribù germaniche
- 391 - L'imperatore romano Teodosio I dichiara fuorilegge i culti pagani in favore del Cristianesimo
- 395 - Divisione dell'Impero romano in Impero romano d'Oriente e Impero Romano d'Occidente
- 410 - Sacco di Roma
- 476 - Romolo Augusto, ultimo imperatore romano.

## Tabella temporale
| Cronologia precedente: Protostoria 10000 a.C. c.a. 3500 a.C. c.a. | Cronologia corrente: Storia Antica 3500 a.C. c.a. 476 | Cronologia seguente: Medioevo 476 1492 |